# クイズ☆正解は一年後
『クイズ☆正解は一年後』（クイズ せいかいはいちねんご）は、2013年からTBS系にて12月末に放送されている日本のクイズバラエティ特番。
2013年以降毎年1回ずつ深夜番組として放送されている。

## 概要
年始に「その年に起きることを予想する」クイズを出題・解答し、約1年後の年末に答え合わせを行うクイズ番組。年末の部分は生放送で行われ、1月収録分に出演したゲストがスタジオで1月収録のVTRを視聴する形で進行される。
『クイズ☆タレント名鑑』と同じスタッフで製作されており、ゲストもゆかりある人物が多くキャスティングされている。その流れでクイズ番組ではあるが有吉チームにはカンニングを容認、今年起きる出来事の問題に大御所タレントの死去という解答を正解とするなど非常に甘く、反対に他のチームの解答には誰の事かと細かく解答させたりと有吉チームを有利にさせるえこひいきも健在である。
企画した藤井健太郎は年末に1年を振り返る特別番組を見ていた際に「予想の要素があったら面白い」と考え、かつて存在した1週間後を予想する深夜番組になぞらえて「予想の間隔が1年間なら今までになく面白い」と企画を着想し編成部署に「この企画をやらせてほしい、今すぐOKを出してくれたら来年今頃に出るが遅れると最短で2年後になる」と訴え早急に企画を通し2013年1月に第一回の収録を実施。当初企画を考えていた時は「今年起きたことを確認する」といった要素を強く考えていたものの、芸人が多く出演することから大喜利の雰囲気を出すべくふざけやすい問題も取り入れた構成としている。
1月の出題ブロックは赤いダルマ、12月生放送答え合わせは青いダルマを多く配したセットで対照的なものとなっている。
第1回 - 第5回は12月30日に放送していたが、2018年放送の第6回は30日夜放送の「第60回 輝く!日本レコード大賞」の終了時間が23:00になった為、日付をまたいで31日未明での放送となった。
関東地区など一部地域では前時間帯の番組（『JNNニュース』ではなく『レコード大賞』の後に放送される番組）の終了後に10秒間、クロスプログラムが生放送されている。

## 主な出演者

### MC
- 田村淳[注 4]
- 枡田絵理奈

### レギュラーパネラー
- 田村亮[注 4]
- FUJIWARA〈原西孝幸・藤本敏史〉
- 有吉弘行
- おぎやはぎ〈小木博明・矢作兼〉

### 準レギュラーパネラー
- レイザーラモンRG（レイザーラモン)
- ケンドーコバヤシ
- くっきー!（野性爆弾）
- バカリズム
- 春日俊彰（オードリー）

### バツゲーム執行人
- 獣神サンダー・ライガー
- ザ・グレート・カブキ

### その他
- あかつ
- 栗山夢衣

### ゲスト
解答者については、1月の収録時点（回答パート）では全員が揃うものの（ただし別番組の生放送との関係で一時的に退席したケースはある）、その後スケジュールの都合（裏番組との被り、正月休み等）、解答者個人の不祥事による活動休止などで、12月の生放送（答え合わせパート）に出演できなくなることがある。その場合、「（不祥事以外の場合）代わりに等身大パネルを置く」「（不祥事の場合）回答パートを編集カット、もしくはぼかしを入れる」といった対応が取られる場合が多いが、過去には回答パートが全カット（回答フリップのみ静止画にて表示）となった回（2019年）もある。
そのような解答者（欠員）がいる場合は、生放送中で港区赤坂に位置するTBS放送センター（ビッグハット）へ来られる芸能人を生放送で呼び掛け、飛び入りで欠員分の代理として番組に参加できる（ギャラは一切支払われない）。ただし「東京ニュース通信社が発行する『TVスター名鑑』最新版に載っていて事務所と連絡のとれる芸能人限定」という縛りが付けられるため、ビッグハットに来たにも拘らず番組出演が叶わなかった芸能人が受付に詰め寄るのが恒例となっている。
2015年、2016年、2018年、2020年、2022年、2024年は全員が揃ったため欠員補充は行わず、欠員補充がない際には「来ても番組出演はできない」「絶対に来ないでください」とアナウンスされるが、それにも関わらずあかつを初めとした数々の芸能人が来局し受付で足止めされるシーンも恒例となっている。特に後者のアナウンスは淳があかつに対して言っているが、結果的にフリとなるのが毎回のお約束となっている。

### 2013年（出演者）
FUJIWARAチーム（110P）
- FUJIWARA〈原西孝幸・藤本敏史〉
- 博多大吉（博多華丸・大吉）
- 高橋茂雄（サバンナ）

出川チーム（0P）
- 出川哲朗
- いとうあさこ
- オードリー〈若林正恭・春日俊彰〉

今が旬チーム（60P）
- スギちゃん
- 鈴木奈々
- 武井壮
- レイザーラモンRG（レイザーラモン）

大久保チーム（50P）
- 大久保佳代子（オアシズ）
- おぎやはぎ〈小木博明・矢作兼〉（小木はVTRのみ[注 7]）
- 児嶋一哉（アンジャッシュ・VTRのみ[注 8]）

呼びかけに応じ途中から参加したゲスト（欠員の出た大久保チームに参加）
- あかつ
- 団長安田・クロちゃん（安田大サーカス）
- さがね正裕（X-GUN）
- かもめんたる〈岩崎う大・槙尾ユウスケ〉

その他出演者
- 獣神サンダー・ライガー - 罰ゲーム執行
- 山本高広（VTRのみ）
- バイク川崎バイク

出演に至らなかった芸能人
- 栗山夢衣 - 元恵比寿マスカッツ。呼び掛けに応じTBSに来局するも（実際に提供ベースに受付での様子が映り込んでいた）、TVスター名鑑に載っておらず出演できなかった。

### 2014年（出演者）
東野チーム（240P）
- 東野幸治
- 田村亮（当時ロンドンブーツ1号2号）- 一億円チャンスクイズ財布発掘中継のため、答え合わせのスタジオ出演は冒頭のみ。
- FUJIWARA〈原西孝幸・藤本敏史〉
- 矢口真里 - 「2014年矢口真里 テレビ復帰する?しない?」答え合わせ終了後登場しチーム合流。年初の段階で年内復帰の場合出演するオファーをかけていた。

ケンコバチーム（80P）
- ケンドーコバヤシ
- 後藤輝基（フットボールアワー）
- 吉村崇（平成ノブシコブシ）
- 川島邦裕（野性爆弾）

今が旬チーム（110P）
- 大久保佳代子（オアシズ）
- 美奈子
- アントニー（マテンロウ）
- ちっちゃいおっさん

有吉チーム（750P）
- 有吉弘行
- 劇団ひとり（VTRのみ[注 9]）
- おぎやはぎ〈小木博明・矢作兼〉（小木はVTRのみ[注 10]）

呼びかけに応じ途中から参加したゲスト（欠員の出た有吉チームに参加）
- 和田貴志（鬼ヶ島）
- あかつ

その他出演者
- 笹川友里（TBSアナウンサー）- 一億円チャンスクイズ
- コージー冨田 - VTRのみ
- レイザーラモンRG（レイザーラモン）
- 獣神サンダーライガー - 罰ゲーム執行
- ザ・グレート・カブキ - 罰ゲーム執行・VTRのみ

出演に至らなかった芸能人
- 栗山夢衣 - 昨年に引き続き呼び掛けに応じTBSに来局するも（実際に提供ベースに受付での様子が映り込んでいた）、TVスター名鑑に載っておらず出演できなかった。
- 安藤あいか - 栗山と共に来局するも、提供ベースのみで本格出演には至らず。
- みっちー - あかつと共に有吉チームの補充人員としてスタジオ入りしたが、あかつかみっちーのいずれか1人を解答席に座らせることになり両者での相撲対決に負けて解答席出演とはならなかった。

### 2015年（出演者）
FUJIWARAチーム（170P）
- FUJIWARA〈原西孝幸・藤本敏史〉
- レイザーラモンRG
- 川島邦裕 → くっきー（野性爆弾）[注 11]

出川チーム（110P）
- 出川哲朗
- 伊集院光
- 博多大吉（博多華丸・大吉）
- 飯尾和樹（ずん）

今が旬チーム（290P）
- どぶろっく〈森慎太郎・江口直人〉
- ざわちん
- DJ KOO（TRF）
- 矢口真里
- 吉村崇（平成ノブシコブシ）- 途中から[注 12]

有吉チーム（440P）
- 有吉弘行
- おぎやはぎ〈小木博明・矢作兼〉
- バカリズム

罰ゲーム執行
- 獣神サンダー・ライガー
- ザ・グレート・カブキ
- アレクサンダー大塚 - VTRのみ
- 大仁田厚 - VTRのみ

その他出演者
- 田村亮（ロンドンブーツ1号2号）- 九官鳥チャンスクイズ
- クマムシ〈佐藤大樹・長谷川俊輔〉- VTRのみ
- 8.6秒バズーカー〈田中シングル・はまやねん〉- VTRのみ
- 友近 - VTRのみ
- 山本高広 - VTRのみ

出演に至らなかった芸能人
- あかつ - 補充人員の募集がないのにも拘らず来局、玄関で止められ提供ベースのみで本格出演に至らず。

### 2016年（出演者）
亮チーム（280P）
- 田村亮（ロンドンブーツ1号2号）
- FUJIWARA〈原西孝幸・藤本敏史〉
- レイザーラモンRG

ケンコバチーム（0P）
- ケンドーコバヤシ
- くっきー（野性爆弾）
- 千鳥〈大悟・ノブ〉

今が旬チーム（130P）
- とにかく明るい安村
- 藤田ニコル
- 羽田圭介
- おかずクラブ〈オカリナ・ゆいP〉

有吉チーム（150P）
- 有吉弘行
- おぎやはぎ〈小木博明・矢作兼〉
- 小宮浩信（三四郎）

罰ゲーム執行
- 獣神サンダー・ライガー
- ザ・グレート・カブキ

その他出演者
- クロちゃん（安田大サーカス）

出演に至らなかった芸能人
補充人員の募集がないのにも拘らず来局し玄関で止められ、提供ベースで映されたのみで本格出演に至らず。
- あかつ
- 栗山夢衣

### 2017年（出演者）
亮チーム（330P）
- 田村亮（ロンドンブーツ1号2号）
- FUJIWARA〈原西孝幸・藤本敏史〉
- くっきー（野性爆弾）

小籔チーム（410P）
- 小籔千豊
- ハリセンボン〈近藤春菜・箕輪はるか〉（近藤はVTRのみ[注 13]）
- レイザーラモンRG

今が旬チーム（120P）
- 出川哲朗
- りゅうちぇる
- 平野ノラ
- 永野

有吉チーム（1080P）
- 有吉弘行
- おぎやはぎ〈小木博明・矢作兼〉
- 劇団ひとり
- バカリズム

罰ゲーム執行
- 獣神サンダー・ライガー
- ザ・グレート・カブキ

その他出演者
- クロちゃん（安田大サーカス）- 番組としてのクイズには一切関係せず、単に連れてこられただけであった。
- キンタロー。 - 2017年のキンタロー。からクイズを出題
- 山本高広（VTRのみ）
- SK01-G（シシオガイ）- キャラ芸人チャンス
- 縫田輝久 - 『出川哲朗の充電させてもらえませんか?』総合演出兼同行ディレクター （VTRのみ）

出演に至らなかった芸能人
いずれも近藤欠席の補充人員の呼び掛けに応じTBSに来局するも、TVスター名鑑に載っておらず玄関受付での動きが放送されるのみでスタジオ出演に至らず。
- あかつ - オスカープロモーション時代はTVスター名鑑に掲載されていたもののオフィスコンジョー[注 14]への移籍に伴い掲載から漏れ、出演条件を満たさず。
- 栗山夢衣
- ぱいんはうす〈岸英明・山口隼人〉
- TAIGA
- お見送り芸人しんいち[注 15]

### 2018年（出演者）
亮チーム（630P）
- 田村亮（ロンドンブーツ1号2号）
- FUJIWARA〈原西孝幸・藤本敏史〉
- カズレーザー（メイプル超合金）

ケンコバチーム（370P）
- ケンドーコバヤシ
- くっきー（野性爆弾）
- 千鳥〈大悟・ノブ〉

今が旬チーム（320P）
- ANZEN漫才〈みやぞん・あらぽん〉
- ゆりやんレトリィバァ
- にゃんこスター〈スーパー3助・アンゴラ村長〉
- 池田美優

有吉チーム（550P）
- 有吉弘行
- おぎやはぎ〈小木博明・矢作兼〉
- 春日俊彰（オードリー）

罰ゲーム執行
- 獣神サンダー・ライガー
- ザ・グレート・カブキ

その他出演者
- クロちゃん（安田大サーカス）
- レイザーラモンRG

出演に至らなかった芸能人
補充人員の募集がないのにも拘らず来局、提供ベースで映されたのみで本格出演に至らず。
- あかつ
- SK01-G（ガイ）
- 岸英明（ぱいんはうす）

### 2019年（出演者）
FUJIWARAチーム（272P）
- 田村亮（ロンドンブーツ1号2号）[注 17]
- FUJIWARA〈原西孝幸・藤本敏史[注 18]〉
- 小宮浩信（三四郎）

ケンコバチーム（260P）
- ケンドーコバヤシ[注 18]
- ハリウッドザコシショウ
- 西村瑞樹（バイきんぐ）
- レイザーラモンRG

今が旬チーム（668P）
- くっきー → くっきー!（野性爆弾）[注 19]
- 丸山桂里奈
- チョコレートプラネット〈長田庄平・松尾駿〉

有吉チーム（1570P）
- 有吉弘行
- おぎやはぎ〈小木博明・矢作兼〉
- バカリズム

呼びかけに応じ途中から参加したゲスト（欠員が出た原西チームに参加）
- 岸英明（ぱいんはうす）

罰ゲーム執行
- 獣神サンダー・ライガー
- ザ・グレート・カブキ

その他出演者
- クロちゃん（安田大サーカス）

出演に至らなかった芸能人
- あかつ - TVスター名鑑に載っていなかった為（前述）覆面着用で玄関受付での動きが提供ベースで放送されたのみでスタジオ出演に至らず。

### 2020年（出演者）
FUJIWARAチーム（70P）
- FUJIWARA〈原西孝幸・藤本敏史〉
- 霜降り明星〈せいや・粗品〉

春日チーム（350P）
- 春日俊彰（オードリー）
- 塙宣之（ナイツ）
- ハライチ〈岩井勇気・澤部佑〉

今が旬チーム（420P）
- EXIT〈りんたろー。・兼近大樹〉
- フワちゃん
- りんごちゃん

有吉チーム（590P）
- 有吉弘行
- おぎやはぎ〈小木博明・矢作兼〉
- くっきー!（野性爆弾）
- レイザーラモンRG

罰ゲーム執行
- ザ・グレート・カブキ - 新型コロナウイルス感染症対策のため、霧吹きを用いて毒霧を行った。

その他出演者
- 田村亮（ロンドンブーツ1号2号）
- 武田裕司（キズナ）
- あかつ - 補充人員の募集がないのにも拘らず来局。提供ベースで映された後エンディングにて亮と共にTBS入口で年越し蕎麦を食べるシーンが放送される。

### 2021年（出演者）
亮チーム（660P）
- 田村亮（ロンドンブーツ1号2号）
- FUJIWARA〈原西孝幸・藤本敏史〉
- 庄司智春（品川庄司）

くっきー!チーム（420P）
- くっきー!（野性爆弾）
- 川島明（麒麟）
- レイザーラモンRG
- 森田哲矢（さらば青春の光）

今が旬チーム（290P）
- ぺこぱ〈シュウペイ・松陰寺太勇〉
- マヂカルラブリー〈野田クリスタル・村上〉
- 生見愛瑠

有吉チーム（560P）
- 有吉弘行
- おぎやはぎ〈小木博明・矢作兼〉[注 20]
- バカリズム

罰ゲーム執行
- ザ・グレート・カブキ - 感染症対策のため霧吹きを用いて毒霧を執行。

その他出演者
- 岡野陽一
- ルシファー吉岡
- 三浦マイルド
- コウメ太夫

出演に至らなかった芸能人
- あかつ - TVスター名鑑に載っていなかったため（前述）玄関受付での動きが提供ベースで放送されたのみでスタジオ出演に至らず、エンディングにてコウメマイルドと言い争うシーンが放送される。

### 2022年（出演者）
亮チーム（610P）
- 田村亮（ロンドンブーツ1号2号）
- FUJIWARA〈原西孝幸・藤本敏史〉
- レイザーラモンRG

ケンコバチーム（260P）
- ケンドーコバヤシ
- くっきー!（野性爆弾）
- ニューヨーク〈嶋佐和也[注 21]・屋敷裕政〉

今が旬チーム（630P）
- ヒコロヒー
- 見取り図〈盛山晋太郎・リリー〉
- もう中学生
- 那須川天心

有吉チーム（700P）
- 有吉弘行
- おぎやはぎ〈小木博明・矢作兼〉
- 春日俊彰（オードリー）[注 21]

その他出演者
- 八次勇斗（ベストコンディションズ[注 22]→キュウネンメ[注 23]）
- 若井おさむ
- 小林メロディ（ブリキカラス）
- 山本浩司（タイムマシーン3号）
- あかつ - 補充人員の募集がないのにも拘らず来局、カバーCDチャンスの募集に関連して番組で制作したCDとは別のCDを取り出すなど玄関受付での動きが提供ベースで放送されたのみでスタジオ出演に至らず。
- ビトたけし - あかつ同様、カバーCDチャンスの募集にオレのCDのほうが良い曲が揃っているとビートたけしのCDを取り出してスタジオに出演しようとする。

### 2023年（出演者）
亮チーム（630P）
- 田村亮（ロンドンブーツ1号2号）
- FUJIWARA〈原西孝幸・藤本敏史〉[注 24]
- レイザーラモンRG

くっきー!チーム（580P）
- くっきー!（野性爆弾）
- 後藤輝基（フットボールアワー）
- 鬼越トマホーク〈金ちゃん・坂井良多〉

今が旬チーム（280P）
- みなみかわ
- ウエストランド〈井口浩之・河本太〉
- ゆうちゃみ

有吉チーム（580P）
- 有吉弘行
- おぎやはぎ〈小木博明・矢作兼〉
- バカリズム

呼びかけに応じ途中から参加したゲスト（欠員が出た亮チームに参加）
- JOY

その他出演者
- 中川パラダイス、2丁拳銃小堀、ダブルネームジョー - 欠員に応募するも来社順でJOYに遅れたため、スタジオには入れたものの紹介のみにとどまる。
- 若手お笑い芸人110人 - 後述するけん玉ギネス企画のために集められた。
- 春日俊彰（オードリー） - 3歳6か月の淳の二女vs3歳7か月のオードリー春日の長女の20m走対決でVTR出演。
- あかつ - 例によって欠員応募のため来社。本編では局舎内に入れなかったが、エンディングではスタジオでけん玉に挑戦する様子が流れた。

### 2024年（出演者）
亮チーム（340P）
- 田村亮（ロンドンブーツ1号2号）
- 原西孝幸（FUJIWARA）
- レイザーラモンRG
- ダイアン〈ユースケ・津田篤宏〉

ケンコバチーム（311P）
- ケンドーコバヤシ
- くっきー!（野性爆弾）
- 霜降り明星〈せいや・粗品〉

今が旬チーム（490P）
- あの
- モグライダー〈芝大輔・ともしげ〉
- やす子

有吉チーム（533P）
- 有吉弘行
- おぎやはぎ〈小木博明・矢作兼〉
- 春日俊彰（オードリー）

その他出演者
- 藤本敏史（FUJIWARA）
- 若手お笑い芸人110人 - 後述するけん玉ギネス企画のために集められた。

出演に至らなかった芸能人
補充人員の募集がないのにも拘らず来局、提供ベースで映されたのみで本格出演に至らず。
- あかつ

## 出題内容

### 主な内容
毎年または定期的に出題される問題を掲載。
- 結婚する芸能人は?/離婚する芸能人は?
  - 解答はカップル・夫婦単位または個人名のいずれも可。
  - 結婚は「正式に婚姻届を提出した」場合、離婚は「正式に離婚届を提出した、または離婚に関する調停等が成立した」場合に限られる。事実婚の公表やそれが解消された場合は含まれない。
  - 解答時に結婚・離婚に向けた噂がある人物が年内に成立した場合は正解、婚約・破局や離婚協議が長引くなど年内に成立しなかった場合は不正解。
  - 解答者本人の名前を書くことも認められ、年内に本人が結婚・離婚を成立させると正解となる。
  - 放送当日に結婚・離婚を発表するケースもあり、正解VTRの編集が間に合わない事もあるためその場合はVTR後に枡田が説明する。
  - 2014年の劇団ひとり（有吉チーム）の「ゆるキャラ同士が結婚」（代表例として埼玉県上尾市の「アッピー」と福島県本宮市の「まゆみちゃん」の結婚が挙げられた）のような大雑把な解答でも正解となる場合があった。
  - 離婚問題では2020年の塙宣之（ナイツ）（春日チーム）の「内海桂子と成田常也」のように予想した人物が死別に至った場合にも正解となった[注 25]。
- 芸能界で起こる出来事は?
  - スポーツ関連など芸能以外の話題を予想することも可。
  - 2014年の「おぎやはぎがラジオに遅刻する」「小木がラジオを一人で頑張る」（解答収録日の「おぎやはぎのメガネびいき」での本番組収録に伴う矢作遅刻・小木の一人進行）といった近い時間に確実に起こりそうな解答でも正解となる。
- ○○チャンス
  - 優勝チームへのボーナス問題だが、1月収録時には優勝チームが不明なため全チームが解答する。優勝チームが正解した場合、賞金100万円が贈呈される。
- 20XX年あるある
  - 全クイズ終了後に、レイザーラモンRGがその年に起こりそうなあるあるネタの予想を一つ替え歌ネタで披露する。

過去の主な問題
- 世界陸上で織田裕二が言うコメントは?
  - 2017年まで世界陸上が開かれた年に出題、山本高広が出演し織田裕二のモノマネで予想解答のセリフを演じる。最終回である2017年放送分では大幅に縮小され無難な答えのみ放送された。
- プロ野球日本一はセ・リーグ? パ・リーグ?
  - 不正解の場合は日本シリーズ終了後に罰ゲームを執行。なお第1回から最終実施の2019年まで全てパ・リーグのチームが日本一になっていた[注 26]。当初はシリーズ終了後の11月中に野外ロケによるドッキリで罰を執行したが、2018年からは年末生放送のスタジオにて即執行される形となっている。2020年以降は実施されていない。
- 淳の子供は年末に10mを何秒で移動できる?
  - 2017年放送分から。年末に淳の子供（長女）をTBS本社内の一室で歩かせてタイムを計測。最も近い予想を解答したチームが正解となる。2021年をもって終了、翌年より淳の二女とオードリー春日の長女による徒競走対決の勝者予想に変更。

### 2013年（出題内容）
- 2013年に離婚する芸能人は?
- 2013年に結婚する芸能人は?
- 2013年テレビ番組出演本数ランキング1位は誰?
  - 正解：設楽統（バナナマン）（ニホンモニター調べ）
- 2013年の日本テレビ24時間テレビでマラソンを走るのは誰?
  - 正解：大島美幸（森三中）
- 世界陸上2013モスクワで織田裕二が言うコメントは?
- 2013年ヒット商品番付やヒット商品ランキングにランクインするモノは?
  - 正解例：コンビニコーヒー（日経トレンディ調べ1位）、あまちゃん（日経MJヒット商品番付西横綱）、式年遷宮（SMBCヒット商品番付東大関）など
- 2013年のプロ野球日本一はセ・リーグ? パ・リーグ?
  - 正解：パ・リーグ（東北楽天ゴールデンイーグルス）
- 2013年芸能界で起こる出来事は?
- バイク川崎バイク「BKB」または「バイクだけに…ブンブン!」のフレーズは流行語大賞にノミネートされる?
  - 正解：されない
- 100万円チャンスクイズ：2013年紅白歌合戦の司会は誰?
  - 正解：紅組・綾瀬はるか　白組・嵐
- 2013年あるある
  - 渡辺美里「My Revolution」にのせて「結構な市街地に熊出がち」と予想し、仙台市での連続熊出没が例示され的中となった。

### 2014年（出題内容）
- 2014年に結婚する芸能人は?
  - 正解：あべこうじと高橋愛、小原正子（クワバタオハラ）とマック鈴木、清水健太郎と事務所社長、あびる優と才賀紀左衛門、羽鳥慎一と渡辺千穂、枡田絵理奈と堂林翔太（広島東洋カープ所属）、天野ひろゆき（キャイ～ン）と荒井千里、後藤真希など
- 2014年に離婚する芸能人は?
  - 正解：和田貴志（鬼ヶ島）、若井おさむなど
- 2014年矢口真里 テレビ復帰する?しない? また復帰する番組は?
  - 正解は「復帰する」で、復帰した番組は「情報ライブ ミヤネ屋」（読売テレビ・日本テレビ系）だった。
- 2014年「今年の漢字」は?
  - 正解：「税」
- 2014年のブレイクタレントランキング1位は？
  - 2014年出演番組増加数1位のタレントを予想。
  - 正解：坂上忍（ニホンモニター調べ・前年からの番組増加数を元に算出）
- ブラジルワールドカップで話題になるのは?
  - 正解例：6月24日のグループD第3戦（ウルグアイ×イタリア）において、ウルグアイ代表FWルイス・スアレスがイタリア代表DFジョルジョ・キエッリーニの左肩を噛み付いた。
- 「キングオブコント2014」「THE MANZAI 2014」優勝者は？
  - 優勝者はシソンヌ（キングオブコント）、博多華丸・大吉（THE MANZAI）。
- フジテレビ「笑っていいとも!」最終回でタモリは最後になんと言う？
  - 事前解答で、コージー冨田がタモリのモノマネで予想解答を演じた。
  - 正解はいつもの台詞である「また明日も見てくれるかな〜? いいとも〜!」だった。従って有吉が正解となった。
- 2014年のプロ野球日本一はセ・リーグ? パ・リーグ?
  - 正解：パ・リーグ（福岡ソフトバンクホークス）
- 2014年に始まる新番組のタイトルは?
  - 正解例：「あさチャン!」[注 27]・「いっぷく!」[注 28]（TBS系）、「バイキング」[注 29]・「志村座」（フジテレビ系）など
  - なお、後藤輝基が木曜MCを担当する春からの新番組「バイキング」[注 30]を秘匿していたため獣神サンダー・ライガーから掌底・エビ固めを執行される。また、おぎやはぎも番組開始当初から水曜MCとして出演していた。
  - その後、2020年秋改編期である2020年9月28日から「バイキングMORE」として改題・放送枠が拡大するも、2021年12月13日放送分のエンディングにおいて、2022年4月1日に放送が終了することが発表された。なお、後継番組は生活情報や芸能・エンタメ情報を主とする情報バラエティ番組の『ポップUP!』で4月4日から放送が開始されたが、番組開始当初から視聴率が低迷したため、同年12月23日に終了している[5]。
  - なおMCの淳は2021年12月30日生放送時点では10月1日から「バイキングMORE」の金曜MCに就任していた。2021年1月収録当時、淳はTBSのワイドショー番組「グッとラック!」でメインコメンテーターを勤めていたが、視聴率の低迷により2か月後の3月26日に打ち切られた。そのため、過去にも淳が出演した情報・ワイドショー番組（主に「知りたがり!」（フジテレビ系）など）が尽く打ち切られたこともあり、ネットでは「打ち切り請負人」「情報番組の死神」などと散々揶揄され、生放送では有吉が淳を「バイキングを終わらせる男」とネタにされた。一方、淳は「（バイキングの打ち切りに関しては）俺がクビになったわけじゃないから!」「『情報番組の終わらせ屋』じゃないから!」「風評被害が起きましたよ!」とツッコみ、スタジオの笑いを誘った他、2022年4月1日の最終回のエンディングでもそのことが言及され、総合司会の坂上から「情報番組クラッシャー」と揶揄された[6]。なお、『ポップUP!』には淳は月曜レギュラーとして、おぎやはぎは「バイキング」に引き続き水曜MCとして出演している。しかし、こちらも番組開始当初から視聴率低迷が相次いでいたため、年内の12月を以て打ち切りが決まったことが8月26日の『週刊女性』の記事で明らかになり[7]、後に正式に2022年12月23日での放送終了が発表された。後番組は2023年1月9日からバラエティ番組『ぽかぽか』の放送が開始された[8]。
- 2014年4月1日のコボちゃんの内容は?
  - 消費税増税に関する問題。消費税8%増税初日4月1日の読売新聞朝刊に掲載されるコボちゃんの内容を予想。各チームリーダーと川島邦裕の事前解答をもとに番組で用意したコボちゃんそっくりのイラストのフリップを1コマずつめくって解答を発表した。コボちゃん原作者・植田まさしの許可を得て実施。
- 2014年芸能界で起こる出来事は?
  - 正解：5月にASKAが覚せい剤取締法違反（所持）の容疑で逮捕された[注 31]。この一報を受け、CHAGEはASKAの分までファンに謝罪した[注 32]。
- 一億円チャンスクイズ：竹やぶに埋めた亮のサイフ 一年後ある? ない?
  - 賞金一億円ではなく、1989年に川崎市の竹やぶで「一億円」の入った鞄が発見された「竹やぶ騒動」になぞらえて、亮の財布を1月出題ブロック収録終了後に茨城県某所の竹やぶに埋めて約1年後、12月生放送時にて財布の有無を予想。
  - 「ある」と予想し正解した場合財布の中の残存現金を賞金として、「ない」と予想し正解した場合は財布埋設前にATMで引き出し財布に追加で収めた金額と同額の10万円を亮の支払いで賞金として授与する。
  - 答え合わせとして12月の生放送中に田村亮が発掘し制限時間間近で発見され、「ない」と予想した優勝の有吉チームは不正解となった。なお約1年経過した財布の中の貨幣はボロボロとなっていた。
- 2014年あるある
  - 布袋寅泰「スリル」にのせて「ジーパンはく人大幅に減りがち」と予想。ジーパンの減少を示すニュースが見られなかったため的中とならず。ライガーによる罰ゲームを執行。

### 2015年（出題内容）
- 年末の生放送で（2015年6月でTBSを退社する）マスパン（枡田絵理奈）は司会をしている?
  - 正解：出演している（有吉チームが答えた「すぐヤらせる」も正解）。
- 2015年芸能界で起こる出来事は?
  - 正解例：つんく♂が声帯全摘出を告白する、DAIGOと北川景子が交際宣言をする、Wコロンが解散する、厚切りジェイソンが大ブレイクする、枡田絵理奈が第一子を出産など。
- 2015の大晦日 フジテレビのゴールデン番組は?
  - 正解はRIZIN FIGHTING WORLD GRAND-PRIX 2015 IZAの舞。
- 「M-1グランプリ2015」（朝日放送制作・テレビ朝日系）司会者と優勝者は?
  - 司会の正解判定は完全回答。
  - 正解：司会は今田耕司・上戸彩、優勝者はトレンディエンジェル。
- 番組が選んだ2組の芸人のフレーズは流行語大賞にノミネートされる? されない?
  - 番組が選定したクマムシ「あったかいんだから」と8.6秒バズーカー「ラッスンゴレライ」が流行語大賞にノミネートされるかを、されない・1組だけノミネート・両方ともノミネートの三択で予想。
  - 正解：両方ともノミネート
- 2015年のレコード大賞受賞者は?
  - 正解：三代目 J Soul Brothers
- 2015年に離婚する芸能人は?
  - 正解例：斉藤和巳とスザンヌ、平子理沙と吉田栄作、奥菜恵と一般男性など
- 2015年に結婚する芸能人は?
  - 正解例：日笠陽子、内竜也、椿鬼奴と大（グランジ）、吉井和哉と眞鍋かをりなど。
- 2015年にブレイクするハーフタレントの名前は?
  - 事前解答で、友近が黒柳徹子のモノマネで『徹子の部屋』（テレビ朝日系）オープニングのゲスト紹介風にプロフィールを添えて予想解答を演じた。正答はハーフタレントでブレイクタレントランキングに唯一ランクインした藤田ニコルのみ。
- 2015年のプロ野球日本一はセ・リーグ? パ・リーグ?
  - 正解：パ・リーグ（福岡ソフトバンクホークス）
  - 不正解者を代表して、枡田アナの指名で出川チームの出川哲朗に獣神サンダー・ライガー、ザ・グレート・カブキ、アレクサンダー大塚、大仁田厚によるさるかに合戦スタイルの罰ゲームが執行された。
- 世界陸上2015北京で織田裕二が言うコメントは?
  - 正解：有吉が予想した「頑張れ、日本!」。大会初日の男子400mハードル予選に出場する日本期待の3選手において、予選1組の岸本鷹幸選手が映っている中、落ち着いたトーンで発言された。なお、正解の場面はフリップで紹介された。
- 一年前早押し ～頼むぞ!一年後の俺～
  - 1月収録時点で簡単に答えられる時事問題の解答権を早押しで確保し、年末生放送時に解答権を確保した解答者が答える。不正解の場合は正解が分かっていたことが「嘘の領域」となるため、ちょっとした罰としてザ・グレート・カブキの毒霧が与えられた。
- 2015年ヒット商品番付やヒット商品ランキングにランクインするモノは?
  - 正解例：北陸新幹線[注 33]など
- 100万円チャンスクイズ：九官鳥チャンス
  - 生まれて間もない一羽の九官鳥を田村亮に預け、12月の答え合わせ生放送までの約1年間育てて番組が指定した過去の流行語10語（だめよ～ダメダメ、倍返しだ、ワイルドだろぉ、ラブ注入、ととのいました、そんなの関係ねぇ、チョー気持ちいい、なんでだろう～、おっはー、だっちゅーの）を覚えさせ、答え合わせの生放送で九官鳥がいくつ連続で喋ってもらえるかを予想し、予想した段階の語で的中すると指定された賞金を獲得できる。古い流行語になるにつれ賞金が10万円刻みで上がり最高100万円の賞金設定となっていた。
  - 答え合わせでは11月末に九官鳥「豚ホルモン」[注 34]が逃げたことが発覚し、それまでに覚えられた言葉が一語もなかったため賞金獲得とならなかった。罰として亮にはザ・グレート・カブキの毒霧が執行された。
- 2015年あるある
  - 布袋寅泰「バンビーナ」にのせて「どっかの国で革命起きかけて鎮圧されがち」と予想。ブルキナファソでのクーデター未遂のニュースが示され的中となった。

### 2016年（出題内容）
- 2016年離婚する芸能人は?
  - 正解例：高橋ジョージと三船美佳、米倉涼子と一般男性、ドリュー・バリモアとウィル・コペルマン、川谷絵音（ゲスの極み乙女。）、乙武洋匡など。
  - 米倉の離婚に関しては、放送開始直前に枡田が付け足しで発表された。
- 2016年に結婚する芸能人は?
  - 正解例：藤原紀香と片岡愛之助、DAIGOと北川景子、妻夫木聡とマイコ、長野博（V6）と白石美帆、長谷部誠（サッカー日本代表）と佐藤ありさ、ペレ（元サッカーブラジル代表）とマルシア・アオキ、キンタロー。と番組ディレクター、矢作兼（おぎやはぎ）、やしろ優、松浦およよ、福田充徳（チュートリアル）、有田哲平（くりぃむしちゅー）、田中マルクス闘莉王（当時名古屋グランパス所属）など。
  - 矢作の結婚に関しては、2016年12月29日放送（30日未明）の「おぎやはぎのメガネびいき」放送中に矢作が結婚を発表し放送中に婚姻届を出し、「『正解は一年後』で結婚して50点欲しいから」を理由に提出日をこの日にした。そして放送当日の答え合わせで小木が一年前に回答した「矢作とビンタン島行った女」が当の婚約者で無事有吉チームが50点を獲得した。また放送前の30日昼ごろにプロデューサー藤井宛に「点欲しいから結婚するわ」と矢作が結婚を報告した[9]。
- 「キングオブコント2016」「M-1グランプリ2016」優勝者は?
  - 優勝者はライス（キングオブコント）と銀シャリ（M-1）。
- フジテレビ「ごきげんよう」の最終回のゲストは?
  - 正解：ゲストなし
- 2016年の日本テレビ24時間テレビでマラソンを走るのは誰?
  - 正解：林家たい平
- 2016年紅白歌合戦の司会は誰?
  - 正解：紅組・有村架純、白組・相葉雅紀
- フジテレビ「バカ殿」に登場する新腰元は誰?
  - 正解：葉加瀬マイ、土井悠、片岡沙耶。
- 2016年に発売されるガリガリ君の新味は?
  - 正解：桜もち、メロンパン
- 2016年のフジテレビ「サザエさん」で放送されるタイトルは?
  - 事前回答で、サザエさんの次週予告風VTRで紹介。惜しい回答もいくつかあったものの正解者はなし。
  - 正解例：「ぼくはファッションリーダー」、「ダンディ波平」など。
- リオオリンピックでメダルを獲得する選手とそのメダルの色は?
  - 一度他の人が解答した選手を違う色のメダルで予想することはできない。なお国籍は問わない。しかし、夏季オリンピックであるため冬季のスポーツを選んだチームは減点[注 35]。また、銅メダルを獲得した三宅宏実を「重量上げのかわいい選手 銅」と表記したケンコバチーム[注 36]は有吉チームからのクレームでポイントが半減された。
  - 団体戦は対象外。
  - 正解例：伊調馨（金メダル）、内村航平（金メダル）、ウサイン・ボルト（金メダル）
- 2016年のプロ野球日本一はセ・リーグ? パ・リーグ?
  - 正解：パ・リーグ（北海道日本ハムファイターズ）
  - 不正解であるケンコバチームに罰企画「プライベート・ライガー」を実施。打ち合わせと称し呼び出されたくっきー、ケンドーコバヤシ、千鳥に向けてマスクを外したライガーが挨拶をし、仕掛け人のスタッフが挨拶をした人物は誰かと質問しライガーと答えられれば罰は免除され、わからなかった場合は執行される。プロレスに詳しかったケンドーコバヤシのみが見破り免除となった。
- 参院選に出馬する有名人は誰？
  - 正解例：又吉イエス、三原じゅん子、今井絵理子、朝日健太郎、高樹沙耶など。
  - なお有吉が回答した乙武洋匡も参院選への出馬が有力視されていたが、不倫騒動の影響で出馬を断念したため不正解となった（その乙武は2022年の参院選に立候補していた）。
- 2016年クロちゃんの日々に何が起こるのか? 日記の内容を予想するクイズ
  - 2016年1月3日、クロちゃんに番組や企画内容を明示せず日記を渡し約1年間書いてもらった上で、日記の内容と日付を予想する。内容が類似していても日付が違う場合は不正解。
  - 生放送パートでクロちゃんは目隠しとイヤホンを装着の上スタジオ入りし、日記問題の前にはガリガリ君の味当てや日本シリーズ予想の問題を答え、不正解でザ・グレート・カブキの毒霧などが執行された。なお1年間の日記は期間限定でインターネット上に公開された。
  - 正解例:9月6日「今日は9月6日。クロちゃんの日　ワワワワワァ～♪ってめっちゃやったよ。クロちゃんにとって誕生日が2つあるみたいなもの。シャンパンでおいわいしたよ～。」
- 2016年芸能界で起こる出来事は?
  - 正解例：SMAPが解散する、ベッキーと川谷絵音（ゲスの極み乙女。）に不倫が発覚する、清原和博と高知東生が覚醒剤取締法違反で逮捕、高樹沙耶が大麻取締法違反で逮捕、成宮寛貴が薬物疑惑で芸能界を引退、ショーンKの学歴詐称が発覚、ピコ太郎が大ブレーク、B.LEAGUEが開幕など。特に週刊文春での報道（文春砲）が顕著だった。
  - 正解チームはなし。なお亮チームの藤本による解答に「城咲仁、アイスバケツチャレンジ」があったが、近似の出来事として城咲が『クイズ☆スター名鑑』の「ギリギリ有名人が逃走中」で間違って池に入り濡れるシーンが紹介された。
- 100万円チャンスクイズ：Tシャツチャンス
  - 番組が製作した1枚1000円の半袖Tシャツ500枚を亮に購入してもらい、購入したTシャツを番組名や亮が販売しているなど素性を隠し知り合いの洋服店などで一年間かけて委託販売した上で、年末の生放送時に呼びかけたらTシャツ購入者は何人TBSにやって来るのかを予想。TBS正面玄関に受付デスクを設置した。Tシャツにはヒントとして逆さにすると「20161230」と放送日を記しクイズ☆正解は一年後が関わっているというメッセージを与えている。
  - 年始の放送終了後今が旬チームで出演した藤田ニコルや偶然遭遇した川畑要（CHEMISTRY）、亮の知り合いの格闘家・佐藤ルミナに譲渡しSNSなどにアップ、『芸人キャノンボール』出演時に自らも着用する、タワーレコード渋谷店・入江慎也（カラテカ[注 37]）の兄が働くBEAMSの店舗・都内の古着屋などで販促や委託販売を行うものの、優勝した亮チームの4人予想に対し1人もTBSにやってこなかったため不正解となった。さらにはまだ亮宅にはTシャツが大量に余っていることも明らかになり、亮には番組を盛り上げられなかった罰としてザ・グレート・カブキの毒霧と獣神サンダー・ライガーのビンタを受けた（さらに一緒に同行していたクロちゃんにもビンタした）。なお、放送終了後に一般男性一名がTシャツを着てTBSに来ていた事が藤井健太郎、クイズ☆スター名鑑のTwitterで報告された他[10][11]、亮宅に余った300枚以上のTシャツは2017年1月29日に赤坂サカスにて亮が手売りをして無事完売させた[10][12][13]。
- 2016年あるある
  - 布袋寅泰「POISON」にのせて「スノボがすたれてスキーが巻き返しがち」と予想。レジャー白書のデータでは2005年をピークに既にスノーボード人口が減少傾向にあったため的中とならず。

### 2017年（出題内容）
- 2017年結婚する芸能人は?（正解得点：50P）
  - 正解例：岡田准一と宮﨑あおい、長友佑都と平愛梨、渡部建（アンジャッシュ）と佐々木希、陣内智則と松村未央、和田正人と吉木りさ、太田雄貴と笹川友里、山内健司（かまいたち）、斎藤司（トレンディエンジェル）など。
- 2017年離婚する芸能人は?（50P）
  - 正解例：袴田吉彦と河中あい、船越英一郎と松居一代、善し（COWCOW）と一般女性、小倉優子と菊池勲など。
- 2017年ブレイクタレント1位になるのは?（50P）
  - 正解：カミナリ（ニホンモニター調べ・前年からの番組増加数を元に算出）
- 2017年フジテレビ27時間テレビの司会者は?（30P）
  - 正解：ビートたけし
- 「R-1ぐらんぷり」「キングオブコント」「M-1グランプリ」の優勝者は?（1項目正解ごとに各30P）
  - 優勝者はアキラ100%（R-1）、かまいたち（キングオブコント）、とろサーモン（M-1）。
- 「世界陸上」で織田裕二が言いそうなコメントは?（100P）
  - 正解者無し、15年から大幅に縮小され有吉予想の「このあとすぐです」の解答が放送されるのみとなった。
- 2017年『HUNTER×HUNTER』は何回掲載される?（50P）
  - 正解：10回
- 井上裕介（NON STYLE）狩野英孝 謹慎中の2人は何月に活動再開する?（1項目正解ごとに各20P）
  - 正解 井上：3月 狩野：6月
- ドラクエXIに登場する新呪文の名前と効果は?（200P）
  - 有吉が洞窟から一気に好きな街へと転移する効果の「リレミトール」を予想。PS4版では洞窟内からルーラで一気に街へ戻ることが可能であるため、機能的には存在したということで半分の100Pを獲得。
  - 後半から急に中山秀征が言う業界用語や出演している（していた）番組名を回答してしていた。
- 現在生後3か月の淳の子供は年末に10mを何秒で移動できる?（30P）
  - 正解：20秒
  - 12月に1歳2か月となった淳の子供をTBS本社内の一室で歩かせてタイムを計測。最も近い予想として16秒と解答した小籔チームに得点。
- 2017年のフジテレビ『サザエさん』で放送されるタイトルは?（100P）
  - 事前回答で、サザエさんの次週予告風VTRで紹介。
  - 矢作が解答した「タラちゃん やらせを気にしない」が5月28日放送「タラちゃん空気を読む」と近似していたため得点となった。また原西が「フネ死ぬ」という回答をしているが、作中で実際にフネが死去したわけではないものの、番組放送から約8か月後に1969年から2015年にかけて磯野フネ役を担当していた麻生美代子が老衰で死去している。
  - その他正解例には「物申すサザエ」など。
  - 小籔がIKKOが読むナレーション文の予想解答を書いたところ、IKKO本人が同文を読み上げた。
- 2017年のプロ野球日本一はセ・リーグ? パ・リーグ?（10P）　
  - 正解：パ・リーグ（福岡ソフトバンクホークス）
  - 不正解の今が旬チームを代表して枡田アナの指名で出川に罰を執行。山梨県のパチンコ店でテレビ東京「出川哲朗の充電させてもらえませんか?」収録中の出川の下に獣神サンダー・ライガーが出没し掌底を与える「他団体乱入Style罰」を実施。
  - 罰ゲームVTR後キンタロー。とクロちゃんにも日本シリーズ実施前の優勝予想を質問し、セ・リーグ（広島）[注 38]の優勝を予想していたクロちゃんにはザ・グレート・カブキの毒霧が執行された。
- 1年後のチームの合計体重を予想（前後3kg以内の誤差の場合50P・ピッタリの場合100P）
  - 1月収録時点で各チームのメンバー体重を計測し、年末生放送時に再計測し答え合わせをする。合計値は1kg未満切り捨てで通算したものを用いる。前後3kgを超えるとちょっとした罰として不正解チームから1名に獣神サンダー・ライガーの掌底とザ・グレート・カブキの毒霧が執行される。年末生放送不在の近藤は等身大パネルの重量を計測。
- 2017年芸能界で起こる出来事は?（100P）
  - 的中した正解例：日本ハムの大谷翔平がMLBのエンゼルスに移籍、枡田絵理奈が第二子を出産、木下優樹菜がブログで安室奈美恵引退をネタにして炎上される、FUJIWARAが地上波レギュラーを獲得（TBS「キニナル金曜日」MC）、クイズ☆スター名鑑終了（打ち切り）など。
  - その他の正解例：安室奈美恵が2018年9月で活動を引退する、元KAT-TUN・田中聖が大麻取締法違反で逮捕、元SMAPの稲垣吾郎・草彅剛・香取慎吾が9月にジャニーズ事務所を退所するなど。
- 2017年のキンタロー。からクイズを出題（1問正解につき50P）
  - 1月解答ブロックでキンタロー。[注 39]からのクイズ出題を予告しTwitterをフォローするなど情報収集したうえで、12月生放送にてキンタロー。の2017年の1年間の出来事から本人がその場でクイズを考えて出題し、挙手制で解答。特に有吉チームの劇団ひとりが単独ライブにも行くなどして一番積極的に情報収集しており、正解を連発していた。
  - キンタロー。が飼っている猫の名前は?
    - 正解：じゃじゃ丸

  - キンタロー。が旦那をGPSで追ってたときに発見した場所は?
    - 正解：西麻布のファミレス

  - 今年、キンタロー。がなった観光大使の場所は?
    - 正解：佐賀県伊万里市

  - キンタロー。がかれこれ3か月食べているものは?
    - 正解：しゃぶしゃぶ
- 100万円チャンスクイズ：キャラ芸人チャンス
  - 番組オーディションで選ばれた無名の若手芸人（シシオガイ）を番組プロデュースによる新規のキャラ芸人に仕立てあげ、年末まで約1年間の地上波番組出演本数を予想。バカリズムの原案でロボット姿のキャラ芸人「SK01-G[注 40]」を作り上げスタジオでネタ披露の後出演者でアイデアを討議。優勝の有吉チームが0本予想に対し、テレビ東京「新shock感」1回出演と100万円のボディリニューアルののちテレビ東京「○○と新どうが」5回出演で合計6本となり不正解となった。この他インターネット番組ではAmazonプライム・ビデオ「千原○ニアの○○-1GP」1本の出演があった。
- 2017年あるある
  - 細川たかし「北酒場」にのせて「新種のカニ見つかりがち」と予想。香港にて木登りをする新種のカニが見つかったニュースを一例として2017年内に3種の新種のカニが発見されたということで予想的中となった。

### 2018年（出題内容）
- 2018年結婚する芸能人は?（1正答につき50P）
  - 正解例：濱口優と南明奈、森田剛と宮沢りえ、日村勇紀（バナナマン）と神田愛花、おばたのお兄さんと山﨑夕貴、森山直太朗と平井真美子、矢口真里と元モデルの男性、槙野智章（当時浦和レッズ所属）と高梨臨、柴崎岳（当時鹿島アントラーズ所属）と真野恵里菜、オスマン・サンコンと北山みつき、菊地亜美、須藤凜々花、まんぷくフーフーなど
  - なお、春日俊彰（オードリー）（有吉チーム）が回答した相方の若林正恭と南沢奈央は、すれ違い生活が続き9月に破局したため、不正解となった。
- 2018年不倫が報じられる芸能人は？（1正答につき50P）
  - 離婚する芸能人の代替問題、芸能界の不倫が多いため変更。
  - 正解例：小泉今日子、小塚崇彦など。
  - 原西が「堂林選手とカープ女子」と答えた際に堂林の妻である枡田は「絶対にしない」と頑なに否定し実際になかった。ケンドーコバヤシが「ノブ」、大悟自身が「西日本で大悟[注 41]」の解答に対し生放送で両者共に不倫を認めたため100Pとなった。
- 「R-1ぐらんぷり」「キングオブコント」「M-1グランプリ」の優勝者は?（1賞につき30P）
  - 優勝者は濱田祐太郎（R-1）、ハナコ（キングオブコント）、霜降り明星（M-1）
- フジテレビ「とんねるずのみなさんのおかげでした」・「めちゃ×2イケてるッ!」 の2番組の最終回に自分が出演しているか?（1番組につき10P）
  - 答えは両番組共全員出演なし。なお、おぎやはぎ曰くバナナマンの2人と共に収録スタジオで見学し、とんねるずが持ち歌「情けねえ」を熱唱後に花束を贈呈したもののOA内ではカットされたとの事。
- 2018年フジテレビ27時間テレビの司会者・日本テレビ24時間テレビのマラソンランナーは?（1番組につき50P）
  - 正解：ビートたけし（27時間テレビ司会）、みやぞん（24時間テレビマラソンランナー）
- 100万円チャンスクイズ：QRチャンス
  - 番組が「無料で10万円を簡単にGETできる裏技教えます 今すぐ登録」の文言を添えた10万円プレゼント応募フォームに飛ぶQRコード付きステッカーを渋谷の沖縄料理店「やんばる」外壁の沢山のステッカーの中に貼り付けた上で、ステッカーに気付きフォームに個人情報を登録する人数を予想する。なお実際に登録者がいた場合、電話をかけた上で放送終了までにTBS本社へ到着出来れば亮の自腹で10万円を贈呈するとした。
  - なお当初のステッカーは、3月にテレビ東京で放送された特番「坂上忍のピカピカ団Z」内の企画でパンサー率いる掃除集団により剥がされたため、3月の定期確認時に同店の券売機横に再度貼り付けて続行した。
  - ケンコバチームの予想1名が的中したものの、最終順位は3位に終わり100万円獲得とならず。また唯一のフォーム登録者への当選連絡電話も通じず、終了した。
  - 正解：1人
- 青山学院大学を受験する田村淳、東京大学を受験する春日俊彰は合格? 不合格?（各10P）
  - 正解：2人とも不合格[注 42]
- 2018年テレビ東京「池の水ぜんぶ抜く」が“何池”抜くか?（30P）
  - 正解：放送10回、29池。
  - オンエア数と池数を予想し最も近い8オンエア・30池と予想した亮チームに得点。
- 2018年に引退する安室奈美恵が最後に歌う曲は?（50P）
  - 正解：How do you feel now?
- 現在1歳3か月の淳の子供は年末に10mを何秒で移動できる?（30P）
  - 正解：5.43秒
  - 最も近い5秒と予想した亮チームに得点。
- 2018年のフジテレビ「ドラゴンボール超」で放送されるタイトルは?（1正答につき100P）
  - 事前回答で、ドラゴンボール超の次週予告風VTRで紹介。ナレーションは田島直弥（アイデンティティ）。予告画面は「超」の雰囲気に合わせているが、BGMにはドラゴンボールZの第199話までのOP「CHA-LA HEAD-CHA-LA」のオフボーカル版が使用された。
  - 正答者なし、正解例には「己の誇りをかけて! ベジータ最強への挑戦!!」「奇跡の決着! さらば悟空!また会う日まで!!」など。
  - なお、本作品は同年3月を以て放送が終了したため、4月からの後継番組は「ゲゲゲの鬼太郎」の最新シリーズが放送開始された。
- 2018年に始まる新番組のタイトルは?（1正答につき100P）
  - 的中した正解例：「下町ロケット2」[注 43]（TBS系日曜劇場枠）、「志村でナイト」[注 44]（フジテレビ系）
  - その他の正解例：「チコちゃんに叱られる!」（NHK総合）、「バゲット」、「突破ファイル」（日本テレビ系）、「報道1930」（BS-TBS）、「直撃!シンソウ坂上」[注 45]・「坂上どうぶつ王国」（フジテレビ系）、「新説!所JAPAN」（関西テレビ（カンテレ）制作・フジテレビ系）、「ポツンと一軒家」・「相席食堂」（朝日放送テレビ制作・テレビ朝日系）など
  - ノブ（千鳥）が放送前の番組から「東野・千鳥のクセ家族」を回答するも正式タイトルが「クセが強すぎる!幸(さっちー)家族」（日本テレビ）となり、カズレーザー（メイプル超合金）が実写化されるタイトルとして「中間管理職（管理録）トネガワ」を予想したが日本テレビ系にてアニメ化のみに終わったため、いずれも正解とならず。
- インスタ人狼（番組のインスタ運用者は誰?）
  - 正解：原西孝幸（FUJIWARA）
  - 1月の出題収録にて人狼役をカード抽選（人狼カード1枚・白紙11枚）で決め、人狼を引いた解答者は1年間かけて随時番組公式Instagramに自分を含む解答者の写真を隠し撮りして掲載していき、投稿の傾向や事前収録・生放送当日の表情から人狼となるInstagram運用者を推理し、答え合わせ生放送にて予想解答を行う。人狼を見破れた場合は正答者1人につき30P、見破れなかった場合は人狼役のチームに200Pが与えられる。
  - 1年後までに他の出演者との共演機会がない可能性がある今が旬チームはカード抽選を免除。本来解答者全員の写真を掲載出来なかった場合はとんでもない罰・あまりにも正体がバレてしまうとちょっとした罰をその時点で執行される予定だったが答え合わせ生放送では見破られなかった場合はおまけで罰免除となった。ANZEN漫才を2人共生放送日以前に掲載出来ず[注 46]、相方の藤本を中心に多くの解答者に見破られた[注 47]原西にはちょっとした罰としてライガーの掌底とカブキの毒霧が執行された。
- 2018年のプロ野球日本一はセ・リーグ? パ・リーグ?（10P）
  - 正解：パ・リーグ（福岡ソフトバンクホークス）。
  - 予想を外した今が旬チームを代表して答え合わせ生放送のスタジオにてあらぽんがライガーの掌底、みちょぱが毒霧を食らった。
- クロちゃんの髪の毛と亮の小指の爪 1年後どっちが長くなっている?
  - クロちゃんはOAまでの一年間右耳の後ろの髪の毛1本を伸ばし続け、亮は右手小指の爪を伸ばし続け解答は双方の長さを予想する。負けた場合と剃った場合は罰が課せられる。勝敗を的中させると10P、長さをぴったり当てると100P。
  - 正解：亮は1cm[注 48]、クロちゃんは3.36cm。
  - なお、途中抜き打ちでスタッフが毛と爪を調査に行ったところ、2月にクロちゃんは毛を剃っていることが判明し、後日クロちゃん宅を訪れたライガーにより掌底や首絞めなどの罰が課せられた[注 49]。11月には1本だけ伸ばすというルールに基づき、スタッフが1本のみを残し剃毛。対決に負けた亮はスタジオにてライガーの掌底とカブキからの毒霧の罰を受けた。
- 2018年芸能界で起こる出来事は?（1正答につき100P）
  - 的中した正解例：「世界の村のどエライさん」（カンテレ制作・フジテレビ系）放送終了[注 50]、今年の花粉が例年の2倍。
  - その他の正解例：TOKIO・山口達也が強制わいせつ容疑で書類送検（後にTOKIOを脱退）、タッキー&翼が解散、ビートたけしがオフィス北野を退社、小室哲哉が女性看護師との不倫が発覚し音楽活動を引退する、吉澤ひとみ（元モーニング娘。）が酒気帯び運転により自動車運転処罰法（過失傷害）並びに道路交通法違反の疑いで逮捕など。
  - 有吉が藤本の次女がモデルデビューをするという予想をし、実際にガールズアワードにてランウェイモデルデビューをするも実際は赤ちゃんの頃にすでにデビューしているため不正解となった。なお、有吉は藤本の次女ばかりをイジり何故長女をイジらないのかとの問いに「長女は嫌い!」と毒舌を吐き、藤本に「ショックを受けるから（やめてほしい）」と言われた。
- 2018年あるある
  - 布袋寅泰「RUSSIAN ROULETTE」にのせて「ウエストポーチ流行りがち」と予想。SHIBUYA 109 lab.発表のトレンド大賞2018にてウエストポーチがファッション部門で1位を獲得したニュースが例示され予想的中。

### 2019年（出題内容）
同放送では後述の闇営業問題による亮の不祥事により、出題ブロックのスタジオ映像が自粛された（ただし、フリップでの解答部分などは静止画で対応。また同年の出題ブロックでの柿の種にまつわる企画「桃栗3年柿8年」は2024年の放送で使用された）。そのため、ほぼ全編出題ブロックの生放送で凌ぐ形となった。生放送では「忘年会スタイル」としてスタジオセットの背景部はそのままに畳が敷かれ、その上に司会席と各チーム席およびライガー・カブキ分の酒類と食事類を置いたちゃぶ台が置かれる異例の形となった。
- 2019年に結婚する芸能人は?（1正答につき50P）
  - 正解例：二宮和也（嵐）と一般女性、山里亮太（南海キャンディーズ）と蒼井優、窪田正孝と水川あさみ、春日俊彰（オードリー）、ベッキーと片岡治大（読売ジャイアンツ二軍内野守備走塁コーチ（当時））、AKIRA（EXILE）と林志玲、小泉進次郎と滝川クリステルなど
- 2019年に離婚する芸能人は?（1正答50P）
  - 正解例：神田沙也加と村田充、西山茉希と早乙女太一、北野武と北野幹子、椎名桔平と山本未來、MALIAと三渡洲舞人、谷田部俊（我が家）とラジオディレクター、あびる優と才賀紀左衛門など
  - なお、本放送終了後の12月31日に藤本と木下優樹菜の離婚が発表された。
- 2019年に活躍するハーフアスリートの名前は?（1000P）
  - 正解例：八村塁（ワシントン・ウィザーズ）など
  - 事前解答で、友近が黒柳徹子のモノマネで『徹子の部屋』（テレビ朝日系）のオープニング風に予想解答を演じた。この年唯一放送された事前収録パートとなった。
- 「R-1ぐらんぷり」「キングオブコント」「M-1グランプリ」の優勝者は?（1賞につき30P）
  - 優勝者は粗品[注 51]（R-1）、どぶろっく（キングオブコント）、ミルクボーイ（M-1）
- 2019年24時間テレビのサブタイトルは?（100P）
  - 正解：人と人 〜ともに新たな時代へ〜
- 平成最後にTBSに映っているのは誰?（100P）
  - 正解：雨宮塔子（当時：NEWS23キャスター）
- 平成最後のコボちゃんの内容は?（100P）
  - 平成時代最終日である4月30日の読売新聞朝刊に掲載される『コボちゃん』の内容を予想。各チーム1話ずつの事前解答をもとに番組で用意したコボちゃんそっくりのイラストのフリップを用意し事前収録部分の代替として生放送スタジオ内で改めてフリップを1コマずつめくって解答を発表した。コボちゃんの原作者である植田まさしの許可を得て実施。
- 2019年にIKKOさんが新規で言う言葉は?（50P）
  - 正解例：地獄絵図（7月29日放送の『1番だけが知っている』より）、史上最強（10月30日放送の『世界くらべてみたら』より）、脱皮伊勢エビ（7月21日放送の『バナナマンのせっかくグルメ!!』より）、カムサハムニダ（6月19日放送の『水曜日のダウンタウン』より）、体落とし、ステップオーバー・トーホールド・ウィズ・フェイスロック（2月13日放送の『水曜日のダウンタウン』より）など。取り上げられた正解例のうちTBS以外で放送されたフレーズについてはスタジオ内で松尾駿（チョコレートプラネット）がIKKOのものまねで発した。
- 2019年にIKKOさんから貰ったお土産の総重量対決（10gにつき1P）
  - 解答者陣が1年間IKKOから貰った土産類を自宅に保管しておき、生放送にてチーム毎に総重量を測り重量に合わせて得点を付与する。
  - 結果：原西チーム620g、ケンコバチーム300g、今が旬チーム5,280g、有吉チーム13,800g
- 出演本数ダービー（100P）
  - 番組が選んだ以下の8人の芸能人・有名人の中から2019年の出演番組本数上位2名に入る人物を馬連方式で1チームにつき2組予想する。
  - 正解：1 - 3
  - 出演数0本の小林旭を予想に入れていた原西チームには「要らぬ恥をかかせてしまった」として岸英明にライガーの掌底とカブキの毒霧の罰が執行された。

- 1：ひょっこりはん - 32本
- 2：山田邦子 - 11本
- 3：元貴乃花親方 - 17本

- 4：三又又三 - 4本
- 5：ふなっしー - 9本
- 6：山根明 - 6本

- 7：久本朋子 - 11本
- 8：小林旭 - 0本

- クロちゃん今何してる?
  - 年末生放送時点でクロちゃんが何をしているかの行動を予想。クロちゃん自宅に隠しカメラとスタジオからの音声を流すスピーカーを設置し、淳がトークを振った後生放送のスタジオへクロちゃんを呼び出した。
  - 正解：自宅で「水曜日のダウンタウン」スペシャルの録画を見ていた、ダンボールをちぎっていた。
- 淳の子供は年末に10mを何秒で移動できる?（30P）
  - 正解：3.93秒
- TBSラジオ「おぎやはぎのメガネびいき」に1年間匿名でネタを投稿し採用されるのは?（採用1回につき30P）
  - 結果：ケンコバチームのRGとケンドーコバヤシのネタがそれぞれ2回ずつ採用された。
- 2019年のプロ野球日本一はセ・リーグ? パ・リーグ?（10P）
  - 正解：パ・リーグ（福岡ソフトバンクホークス）
  - 不正解のケンコバチームを代表し西村瑞樹にライガーの掌底とカブキの毒霧の罰が執行された。
- 2019年芸能界で起こる出来事は?（1正答につき100P）
  - 的中した正解例：森山直太朗が上賀茂神社で挙式、速水もこみちがYouTuberになる、新元号の令和を付けたお笑いコンビが誕生する[注 52]。
  - その他の正解例：お笑い芸人による闇営業問題、ピエール瀧・沢尻エリカが麻薬取締法違反で逮捕、田代まさしが覚せい剤取締法違反で3度目の逮捕、徳井義実（チュートリアル）が所得隠し、新井浩文が派遣マッサージ店の女性従業員に対する強制性交の疑いで逮捕、道端アンジェリカが知人男性に対する恐喝容疑で書類送検、木下優樹菜が実姉の勤務していたタピオカ店の経営者に対して自身のInstagramで恫喝めいたメッセージを送信し大炎上など。
- チャンスクイズ：とんぼ返りチャンス
  - この年は、亮がバク宙を1年間練習し生放送のスタジオでの成否を予想した上で的中すると賞金100万円としたが、結果的にスタジオに来られなかったため不成立となった。そのため、優勝した有吉チームは不正解となった。なお亮は謹慎後もバク宙の練習を続けていること、淳の元にもいくつか練習経過の報告動画が届いていることが淳から明かされた。
- 2019年あるある
  - 布袋寅泰「CHANGE YOURSELF!」にのせて「老人ホームでダーツ流行りがち」と予想。そういった事実は無く的中ならず。事前収録部分の代替として生放送スタジオ内で改めて歌唱し発表。

### 2020年（出題内容）
- 年末の生放送までに亮はテレビ復帰している?（正解：10P・復帰月も当てれば更に50P）
  - 正解：している
  - 2020年4月7日に放送されたテレビ朝日『ロンドンハーツ』にて復帰。
- 2020年に結婚する芸能人は?（1正答につき50P）
  - 正解例：松坂桃李と戸田恵梨香、生田斗真と清野菜名、瀬戸康史と山本美月、武田真治と静まなみ、岡村隆史（ナインティナイン）と一般女性、草彅剛と一般女性、内海崇（ミルクボーイ）と一般女性、水樹奈々と一般男性、丸山桂里奈と本並健治、錦織圭と観月あこなど
- 一年後年末ジャンボ（特別企画）
  - 2月の出題収録時に解答者全員それぞれが千円札10枚ずつを持ち寄り、記番号を番組で控えた後その紙幣を1年間の中で普通に使ってもらい、12月放送時に持参された紙幣の記番号計170件を発表する。発表された記番号が記載された千円札を持って一番早くTBSに到着した視聴者1人と持参視聴者の千円札の番号を提出していた出演者に10万円ずつをプレゼントする。
  - 結果として放送中に目黒のアトレで収録前に矢作が買い物をして使った千円札を持参した視聴者が現れ、矢作が10万円を獲得した。
- 2020年に離婚する芸能人は?（1正答50P）
  - 正解例：東出昌大と杏など
- 「R-1ぐらんぷり」「キングオブコント」「M-1グランプリ」の優勝者は?（1賞につき30P）
  - 優勝者は野田クリスタル[注 53]（R-1）、ジャルジャル（キングオブコント）、マヂカルラブリー[注 54]（M-1）
- 2020年のフジテレビ「ゲゲゲの鬼太郎」で放送されるタイトルは?（100P）
  - 正解例：「構成作家は天邪鬼」など
  - 事前解答で、ゲゲゲの鬼太郎の次回予告風VTRで紹介。ナレーションは矢野ともゆき（NOモーション。）。
- 2020年東京オリンピックの瞬間最高視聴率は?（30P）
  - 新型コロナウイルスの流行に伴い延期されたため正解なし[注 55]。
- 2020年東京オリンピックで聖火台に点火する最終聖火ランナーは?（100P）
  - 新型コロナウイルスの流行に伴い延期されたため正解なし[注 56]。
- 2020年東京オリンピック開催期間中に起こる出来事は?（100P）
  - 兼近が答えた近代五種競技中止で100P獲得[注 57]。
- インスタ人狼メシ（番組のインスタ運用者は誰?）
  - 2月の出題収録にて人狼役をカード抽選（人狼カード1枚・白紙16枚）で決め、人狼を引いた解答者は1年間かけて随時番組公式Instagramに毎日1食ずつ食べた物の写真を掲載していき、投稿の傾向や事前収録・生放送当日の表情から人狼となるInstagram運用者を推理し答え合わせ生放送にて予想解答を行う。人狼を見破れた場合は正答者一人につき30P、人狼役が過半数に見破られなかった場合は100P、全員に見破られなかった場合は200Pがその人狼役のチームに与えられる。
  - 正解：兼近大樹（EXIT）
- 2020年（出題内容） フジテレビ「ボクらの時代」でOAされる3人の座組みは?（100P）
  - 正解例：蛍原徹（元雨上がり決死隊）×藤本敏史（FUJIWARA）×星田英利（元吉本印天然素材のメンバー）、岩尾望（フットボールアワー）×小杉竜一（ブラックマヨネーズ）×モト冬樹×斎藤司（トレンディエンジェル）（頭髪が薄いメンバー）
- 2020年の1年間あるスマホゲームを全員でプレイ
  - ジルネスタのアクションゲーム「蹴りジャンプ」を番組出演者で1年間かけハイスコアチャレンジを行い、ゲーム内の世界ランキングに応じてポイントを獲得[1]。既にゲームのスポンサーがついている霜降り明星・おぎやはぎ・春日俊彰を除く12名の解答者が挑戦した。「LINE ポコパン」が芸人の間で流行し知人間でのランキングが白熱したことをきっかけに着想され「出演者間でのランキングが見えれば芸人達も頑張ってくれる」との狙いを込めたものとし、年末生放送後には蹴りジャンプがゲームアプリのダウンロード数1位を記録するなど知名度の向上も見られた[1]。
  - 結果：1位・澤部佑（200P）、2位：有吉弘行（100P）、3位：岩井勇気（50P）、4位：兼近大樹（30P）、5位：原西孝幸（10P）
- 現在3歳3か月の淳の子供は年末に10mを何秒で移動できる?（30P）
  - 正解：3.19秒
  - 最近似の3.05秒を予想した今が旬チームに得点。
- 2020年芸能界で起こる出来事は？（100P）
  - 的中した正解例：徳井義実（チュートリアル）が納税を済ます、宮迫博之がYouTuberとして活動するも未だに本格的なテレビ復帰を果たせず、名古屋の長寿番組が終了（今田耕司・東野幸治司会のCBCテレビ「本能Z」が終了し、「正解るんです」から29年の歴史に幕）、ロバート・ダウニー・ジュニア主演の映画「ドクター・ドリトル」がブルーレイ化。
  - なお、正解した4問は全て有吉チーム[注 58]であり、2年連続かつ3位からの逆転優勝への布石となった。
  - その他の正解例：志村けん（ザ・ドリフターズ）や岡江久美子などが新型コロナウイルスによる肺炎による急死、木下優樹菜が芸能界を引退する、渡部建（アンジャッシュ）が六本木ヒルズの多目的トイレなどで複数の女性と不倫が発覚する、伊勢谷友介が大麻取締法違反で逮捕、嵐が同年12月31日を以て活動を休止、手越祐也・山下智久などが未成年女性との飲酒で活動自粛後にジャニーズ事務所を退所する、中居正広、米倉涼子などが独立し事務所を設立したなど。
  - 粗品が「ピンクの電話の竹内都子がTwitterを開設する」と予想するも、竹内は実際には10年前からTwitterを開設しておりいらぬ恥をかかせたことによりマイナス100Pとなった。これによりFUJIWARAチームの最終得点は70点となり、最下位に終わった。
  - また岩井が「『パネルクイズ アタック25』のトップ賞の旅行が番組予算の事情により、国内旅行に変更する」という回答をしているが、同年12月30日の生放送時点では海外旅行（ハワイ島・オアフ島ペア6日間の旅）のままだったため不正解となったが、その後世界における新型コロナウイルス感染拡大の影響により、翌年の2021年4月4日放送分から国内旅行（沖縄・宮古島ペア2泊3日の旅）に変更された。なお番組自体は同年9月26日に（地上波での）放送が終了した。しかし、2022年3月27日からBSJapanextにて『パネルクイズ アタック25 Next』として復活している。
- 100万円チャンスクイズ：ドッペルゲンガーチャンス
  - 武田裕司（キズナ）が1年間かけて自分とそっくりな人を見つけることが出来るのかを予想した上で的中すると賞金100万円とした。
  - しかし新型コロナウイルス感染拡大の影響による緊急事態宣言等により捜索開始が7月からとなりマスク着用者が多いことや武田自身も新型コロナウィルス感染症に罹患[注 59]したことから捜索は難航するも、結果的に似ている人はスタジオには来たがそこまで似ていなかったと判定され正解は「見つからなかった」となり有吉チームは不正解、罰として武田はカブキの毒霧を喰らった。
- 2020年あるある
  - BOØWY「NO. NEW YORK」にのせて「ニューヨークに未来人現れがち」と予想。そういった事実は無く的中とならず、カブキの毒霧を執行。

### 2021年（出題内容）
- 2021年12月30日の東京都の新型コロナウイルス新規感染者数は?（的中：200P・近似値：50P）
  - 正解：64人
- 2021年に延期された2020年東京オリンピックは同年に開催される?（10P）
  - 正解：開催[注 60]
- 2021年に結婚する芸能人は?（1正答につき50P）
  - 正解：有吉弘行と夏目三久、菅田将暉と小松菜奈、新垣結衣と星野源、香取慎吾と一般女性、Toru（ONE OK ROCK）と大政絢、粗品（霜降り明星）と一般女性、岡部大（ハナコ）と一般女性、酒井健太（アルコ&ピース）と矢端名結（静岡放送アナウンサー）、狩野英孝と一般女性など
- 集まれ!俺との写真（特別企画）（1枚につき10P）
  - 12月の生放送までに、視聴者とメンバーが人差し指を上に向ける「クイズ☆正解は一年後」のポーズで一緒に撮影された写真を生放送時間中Twitter「#正解は一年後ポーズ」タグにどれだけ投稿されるかを競う。
- 2021年に離婚する芸能人は?（1正答につき50P）
  - 前田敦子と勝地涼、長谷川京子と新藤晴一（ポルノグラフィティ）、石橋貴明（とんねるず）と鈴木保奈美、篠原涼子と市村正親、小室哲哉とKEIKO、有村昆と丸岡いずみ、道端アンジェリカと韓国人の一般男性、熊田曜子と男性実業家、飯島直子と不動産会社の経営者、安藤なつ（メイプル超合金）など
- 2021年「今年の漢字」は?（100P）
  - 正解：「金」
- 宮迫博之・木下隆行（TKO）・渡部建（アンジャッシュ） の3人は2021年地上波TV番組にそれぞれ何本出演する?（近似値：30P・ピタリ：+50P　※0本予想のみ的中時に30P）
  - 正解 宮迫：0本 木下：27本 渡部：0本
- 「R-1グランプリ」「キングオブコント」「M-1グランプリ」の優勝者は?（1賞につき30P）
  - 優勝者はゆりやんレトリィバァ[注 61]（R-1）、空気階段（キングオブコント）、錦鯉（M-1）
  - また、キングオブコントに関しては出題ブロックにて一度キングオブコントを卒業宣言している森田が再度出場する旨を明かしたがエントリー直前で相方・東ブクロのスキャンダルが発覚したため出場を辞退していたことが明らかになり、スキャンダルとはいえ虚偽の宣伝をしていたとして森田にザ・グレート・カブキの毒霧が執行された。
- 2021年のフジテレビ「サザエさん」で放送されるタイトルは?（100P）
  - 事前回答でサザエさん次回予告風に紹介、タイトル予想への得点とは別に番組の企画と明示せず一般人が制作したように見せたパロディ動画の名目で、番組本編で紹介されなかったものも含めチーム毎のチャンネルでYouTubeへ投稿し、生放送までに最も総再生回数が多かったチームに50Pが加算される。
- インスタBINGO（1ビンゴにつき50P）
  - 番組側が用意した以下の5×5のビンゴのマスに書かれた場所や人名などのお題とメンバーが写り込んだ写真を撮影して番組の公式Instagramに投稿しビンゴの本数を競う。

| B                                | I              | N            | G                          | O                  |
| -------------------------------- | -------------- | ------------ | -------------------------- | ------------------ |
| 松井秀喜ベースボールミュージアム | ひょっこりはん | 二宮金次郎像 | 徳島ナンバー車             | パンダ             |
| アンバサ                         | B4F            | 村役場       | 赤と青以外の鬼の顔ハメ看板 | クラーク博士像     |
| チャンピオンベルト               | サンタ衣装     | 最北         | あゆの痛車                 | 飛行船             |
| 830ナンバー車                    | 巨大将棋駒     | BUCCA44      | Boona                      | 東京チカラめし     |
| 打ち上げ花火                     | 大蛇           | 笑点メンバー | コアラ                     | 落合博満野球記念館 |
- 中央の「最北」マスについては最北の地点から投稿した1チームのみがマス獲得となり、庄司智春のトマムスキー場からの投稿により亮チームが獲得。
- 実物ではなく自作自演や合成画像による捏造写真を投稿した場合マス獲得とならない。多くの合成画像を投稿しマス獲得判定となった写真の投稿が無かったくっきー!にザ・グレート・カブキの毒霧が執行された。

- 2021年独立する芸能人とその新会社の名前は?（タレント名：50P・事務所社名：200P）
  - 解答者が予想のタレント名を名乗り淳が「独立するんですね、会社名は」と尋ねた後社名予想の解答を行う「笑点」（日本テレビ系）を模した形とした。
  - 正解例：加藤浩次（事務所名：82style）、安達祐実（事務所名：IMILIMI）、近藤真彦（事務所名：エムケイカンパニー）など
- 現在4歳3か月の淳の子供は年末に10mを何秒で移動できる?（最近似値：30P）
  - 正解：2.56秒
- 2021年芸能界で起こる出来事は?（100P）
  - 的中した正解例：田中邦衛・田村正和・千葉真一など昭和時代から活躍してきた名優の訃報が相次いだ、小木博明（おぎやはぎ）が4月からアフラック生命保険のテレビCMに出演[注 63]。
  - その他の正解例：雨上がり決死隊やV6などが解散、『おしん』、『渡る世間は鬼ばかり』、『99年の愛〜JAPANESE AMERICANS〜』など数多くのテレビドラマの脚本を手掛けた橋田壽賀子が95歳で逝去、片瀬那奈と交際していた男性が麻薬取締法違反（コカイン所持）で逮捕、3月29日から川島明（麒麟）司会の情報バラエティ番組「ラヴィット!」（TBS系）が放送開始[注 64]、「バイキング（バイキングMORE）」（フジテレビ系）が同年12月13日放送分[注 65]で2022年4月1日での放送終了を発表[注 66]、「情報プレゼンター とくダネ!」（フジテレビ系）が3月26日で放送終了[注 67]、「パネルクイズ アタック25」（ABCテレビ制作・テレビ朝日系）が9月26日で地上波での放送を終了[注 68]、大晦日恒例の「笑ってはいけないシリーズ」[注 69]（日本テレビ系）の終了、「サンデーモーニング」（TBS系）の名物コーナー「週刊御意見版」のレギュラー出演者だった張本勲（野球解説者）が年内限り（12月26日放送分[注 70]）での降板など。
  - なお、有吉チームが先述の2問を正解した後は、有吉のモト冬樹、くっきー!の吉幾三の改名ネタを経て、その後はドン小西の勝手な改名大喜利へと発展した。
- 100万円チャンスクイズ：R-1難民チャンス
  - 「R-1グランプリ」（カンテレ制作・フジテレビ系）で「芸歴10年以内」の制限が設けられたことにより出場権を失ったピン芸人に救済として別のピン芸人とコンビを組ませ、番組の関与を秘匿し「M-1グランプリ2021」（朝日放送テレビ制作・テレビ朝日系）に挑戦させての最終進出結果を予想させる。
  - 岡野陽一・ルシファー吉岡・三浦マイルドが挑戦者候補、相方としてコウメ太夫が登場し多数決で三浦マイルドと組ませ『コウメマイルド』のコンビ名でM-1に挑んだ。結果は3回戦進出、優勝の亮チームは準々決勝と解答し不正解となった。なお、企画とは別にルシファー吉岡は紺野ぶるまとコンビ『ぶるファー吉岡』を組んでM-1に出場、結果は準々決勝進出だった。
  - 正解：3回戦
- 2021年あるある
  - 布袋寅泰「バンビーナ」にのせて「線路に落ちた飼い主を犬が引きずって助けがち」と予想、そういった事実は無かった。
  - また亮への宿題として1年間エレキギターを練習し年末の生放送にてバンビーナのギター伴奏を行うとしたが、年末生放送当日では下手な腕前と判定されザ・グレート・カブキの毒霧が執行された。

### 2022年（出題内容）
- 2022年に結婚する芸能人は?（1正答につき50P）
  - 正解：みちょぱと大倉士門、柴田英嗣（アンタッチャブル）と一般女性、中野周平（蛙亭）と一般女性、那須晃行（なすなかにし）と濱田唯、えいじ（インポッシブル）と一般女性、初瀬悠太（ななまがり）と一般女性、屋敷裕政（ニューヨーク）と一般女性[注 71]、御嶽海久司と一般女性など
  - その他の正解例：宮下兼史鷹（宮下草薙）と一般女性、稲垣啓太と新井貴子、黒羽麻璃央と桜井ユキ、上田綺世と由布菜月、ヒョン・ビンとソン・イェジン、小宮浩信（三四郎）と一般女性、新井和輝（King Gnu）と一般女性、岡副麻希と蒲生尚弥、久慈暁子と渡邊雄太、May J.と尚玄、三笘薫と一般女性、滝沢カレンと一般男性、村上（マヂカルラブリー）といとくとら、綾部祐二（ピース）と一般女性、朝日奈央と一般男性、坂井良多（鬼越トマホーク）と早乙女ゆみの、りんたろー。（EXIT）と本郷杏奈、浅野忠信と中田クルミ、井上裕介（NON STYLE）と一般女性、井戸田潤（スピードワゴン）と蜂谷晏海、ユースケ・サンタマリア＆一般女性、弘中綾香（テレビ朝日アナウンサー）と一般男性、高城れに（ももいろクローバーZ）と宇佐見真吾、山本圭壱（極楽とんぼ）&西野未姫（元AKB48）など
- 2022年に離婚する芸能人は?（1正答につき50P）
  - 正解：小倉優子と一般男性、小林麻耶と國光吟[注 72]など
  - その他の正解例：鳥居みゆきと一般男性、柄本時生と入来茉里、篠山輝信と雨宮萌果、りゅうちぇるとぺこ、華原朋美と一般男性、平井理央とフジテレビの先輩社員など
- 2022年、大谷翔平（ロサンゼルス・エンゼルス）は投手で何勝し、打者で何本ホームランを打つ?（最近似値：30P・的中：+50P）
  - 正解：15勝34本
- 一年後年末ジャンボ
  - 出題収録時に解答者全員それぞれが千円札20枚ずつを持ち寄り、記番号を番組で控えた後その紙幣を1年間の中で普通に使ってもらい、12月放送時に持参された紙幣の記番号計300件を発表する。発表された記番号が記載された千円札を持って一番早くTBSに到着した視聴者1人と持参視聴者の千円札の番号を提出していた出演者に10万円ずつをプレゼントする。前回2020年と異なり当選者はなし。
- 「新婚さんいらっしゃい!」（朝日放送テレビ制作・テレビ朝日系列[注 73]の新MCは誰?（50P）
  - 正解：藤井隆
- 「R-1グランプリ」「キングオブコント」「女芸人No.1決定戦 THE W」「M-1グランプリ」の優勝者は?（1賞につき50P）
  - 優勝者はお見送り芸人しんいち（R-1）、ビスケットブラザーズ（キングオブコント）、天才ピアニスト（THE W）、ウエストランド（M-1）
- オール巨人（オール阪神・巨人）・上沼恵美子に変わるM-1グランプリの新審査員は?（1人につき50P）
  - 正解：博多大吉（博多華丸・大吉）、山田邦子
- 那須川天心vs武尊の試合結果は？（勝敗：30P・KO or 判定：+20P）
  - 正解:那須川天心の判定勝ち
- 映画インディ・ジョーンズ シリーズ5作目のサブタイトルは？（100P）
  - 正解:インディ・ジョーンズと運命のダイヤル
- インスタ指名手配犯（1位400P・2位200P・3位100P・4位50P）
  - 東京23区内に住むある一般女性が番組公式Instagramアカウントに1年間定期的に投稿し、投稿写真をヒントに女性の居場所を特定して逮捕した時期の早さを競う。
  - 対象の人物を見つけた場合は「おい、一年後」と声を掛けると正解の場合は素直に認め「逮捕」として成功となる。当初は風景や店等の写真、中頃には投稿者自身の姿や新宿周辺での写真、12月には勤務先が分かる写真を投稿し時期を経る毎に特定が容易となる形となっていた。
  - 結果（逮捕した解答者・逮捕日）：1位今が旬チーム（ヒコロヒー・11月5日）、2位亮チーム（田村亮・12月10日）、3位有吉チーム（小木博明・12月21日）、4位ケンコバチーム（くっきー!・12月29日）
- 2歳6か月の淳の二女vs2歳7か月のオードリー春日の長女の20m走対決の結果は？
  - 正解:淳の二女の勝ち
- 1年後オーバー・ザ・トップ（優勝200P・準優勝100P）
  - 各チームのリーダーが連れてきた体重70kg以下の芸人が12月までの1年間腕力を鍛えて年末生放送で腕相撲対決を行う。亮チームが八次勇斗（ベストコンディションズ→キュウネンメ）、ケンコバチームが若井おさむ、今が旬チームが小林メロディ（ブリキカラス）、有吉チームが山本浩司（タイムマシーン3号）を挑戦者とし、1回戦は亮対ケンコバ・今が旬対有吉、決勝戦で亮対有吉で有吉チームの山本浩司が優勝。
- 2022年の芸能界で起こる出来事は?（100P）
  - 的中した正解例：『バイキング』の後番組『ポップUP!』（フジテレビ系）におぎやはぎが続投、渡部建（アンジャッシュ）が1年8か月ぶりに地上波テレビ番組で冠番組の『白黒アンジャッシュ』（千葉テレビ放送制作）に復帰し、活動を再開など。
  - その他の正解例：北海道日本ハムファイターズのファイターズガールによる『きつねダンス』が大流行など。
  - なお2022年4月4日に放送が開始された『ポップUP!』は上述の通り、視聴率低迷によりわずか9か月後の12月23日を以て打ち切りになった事を生放送で淳から明かされたが、1月の収録時で有吉が『ロンブー淳、ワイドショー（情報番組）を潰す』と回答していた。ちなみに淳は、収録当時は『バイキングMORE』の金曜MCで、後に『ポップUP!』では月曜パーソナリティとしておぎやはぎと共に続投された。
- 100万円チャンスクイズ：カバーCDチャンス
  - 無名の歌手の歌唱によるカバー音源を集めたCDアルバムをモチーフとして、番組出演者の歌唱によるカバーアルバムを制作し番組の関与を伏せて販売し[1]、年末生放送にて呼びかけた上で番組が制作したカバーアルバムを持ってTBS本社にやってきた人数を予想する。
  - 那須川天心を除いた解答者陣12組がTHE BLUE HEARTSの楽曲をカバーした12曲入りの『ザ・ブルーハーツ ゴールデンベスト』を制作し関東一円のパーキングエリアで秋頃から販売を開始して購入者は存在したものの、TBSに来た購入者はおらず優勝の有吉チームの0人予想が的中し、シリーズ初のチャンス成立で100万円獲得となった。なお企画の為に収録された音源は『ザ・ブルーハーツ クイズ☆正解は一年後 トリビュート』として2023年1月1日よりデジタルアルバムとして配信された[14]。またCDについては2023年2月18日から赤坂Bizタワー内の「TBS THE MARKET」と東京駅内の「TBS STORE」にて在庫品の限定販売を行った[15]。
- 2022年あるある
  - 布袋寅泰「バンビーナ」にのせて「突然大金手にした老人行方くらましがち」と予想、老人では無いが山口県阿武町で新型コロナウイルス臨時特別給付金4630万円が誤振込された事件があったため、的中。また前年の亮のギター挑戦失敗に引き続いて淳が一年間の練習の後生放送でのギター伴奏に挑戦し成功した。

### 2023年（出題内容）
- 2023年に結婚する芸能人は?（1正答につき50P）
  - 正解：上田航平と松井咲子、渡辺謙と一般女性、小林茉里奈と新里涼（水戸ホーリーホック）
- 2023年に離婚する芸能人は?（1正答につき50P）
  - 正解：篠田麻里子と一般男性、熊田曜子と一般男性、坂口杏里と一般男性
- 大晦日に放送するTBSとフジテレビのゴールデン番組は?（1番組につき30P）
  - 正解：WBC2023 ザ・ファイナル（TBS）、逃走中〜お台場リベンジャーズ〜（フジテレビ）
- 織田裕二に代わる「世界陸上」の新MCは?（50P）
  - 正解：江藤愛、石井大裕（両名ともTBSアナウンサー）
- 「R-1グランプリ」「キングオブコント」「女芸人No.1決定戦 THE W」「M-1グランプリ」「THE SECOND」の優勝者は?（1賞につき50P）
  - 優勝者は田津原理音（R-1）、ギャロップ（THE SECOND）、サルゴリラ（キングオブコント）、紅しょうが（THE W）、令和ロマン（M-1）
- 全国有料老人ホーム協会の「シルバー川柳」に応募し入選できるか?（一句入選につき100P）
  - 高齢者の生活にまつわる川柳をスタジオ内で出し合い、その中から優秀な10句を匿名で応募し入選を目指す形とした。
  - 正解：入選者無し
- 2023年のフジテレビ「サザエさん」で放送されるタイトルは?（100P）
  - 正解：無し
- インスタBINGO（1ビンゴにつき50P）

| B                   | I                  | N                  | G                 | O              |
| ------------------- | ------------------ | ------------------ | ----------------- | -------------- |
| コンドーム自販機    | 岩鬼の銅像         | 黒電話             | 出雲ナンバー      | ボルゾイ       |
| カナブン            | B6                 | おみくじ凶         | ぽかぽか 出演バリ | 小便小僧       |
| スタミナ定食        | やなせたかし記念館 | 最北               | サイドカー        | 渡部建のサイン |
| ガリガリ君 当たり棒 | マルフクの看板     | BUCCA44            | \777のレシート    | 東京チカラめし |
| 虹                  | 牛宮城             | 力士の腕相撲ゲーム | ジンベイザメ      | 山田邦子       |
- 中央の「最北」マスについては最北の地点から投稿した1チームのみがマス獲得となり、後藤輝基の宗谷岬からの投稿によりくっきー!チームが獲得。

- 紅白前日、けん玉世界記録への道（最近似30P・完全的中50P・挑戦成功で全チーム300P）
  - 紅白歌合戦での三山ひろしの演目に因み、三山の2022年紅白歌合戦での世界記録127人に1人足した128人連続でのけん玉連続成功世界記録に挑戦し、連続成功人数を予想する。スタジオ出演者18名に加え無名の若手芸人110名を合わせた128名に1年間の練習を課し、年末生放送で世界記録に挑戦するとした。生放送ではギネス世界記録認定員も立ち会い最初の挑戦で正解人数を確定する形で3回まで世界記録挑戦権が与えられレイザーラモンRGを三山ひろし役に据え三山の2023年紅白歌唱曲「どんこ坂」に乗せて挑戦したがレギュラーメンバーとゲスト解答者のところで失敗を繰り返し、エンディングでは出演者のみで行うもそこでも失敗したため、結果的に全て失敗となった。
  - 正解：4人
- 3歳6か月の淳の二女vs3歳7か月のオードリー春日の長女の20m走対決の結果は？
  - 正解：淳の二女の勝ち
- 2023年の芸能界で起こる出来事は?（100P）
  - 的中した正解例：R-1グランプリで「優勝したのにあんまり出ない系」の芸人（田津原理音）が優勝、ニューヨークの冠番組が2個終了する（『NEWニューヨーク』（テレビ朝日）と『ニューヨークと蛙亭のキット、くる!!』（テレビ神奈川））、テリー伊藤が新車2台を購入、佐久間宣行が役者デビュー（ドラマ『僕たちの校内放送』）、ジャニーズ事務所から退所者が相次ぐ（ジャニー喜多川性加害問題）、『株式会社フット後藤〜GO TO 事業承継』（テレビ西日本）が終了。
- 写真週刊誌チャンス（1記事につき50P）
  - 1年の間に写真週刊誌に積極的に撮られてもらい、記事になった数だけ加点するボーナス企画。
  - 藤本が新恋人と思われる女性の2ショット・当て逃げ事件関連の2記事により100P獲得し亮チームが逆転優勝。
- 100万円チャンスクイズ：中古カセットチャンス
ハッピーミール[注 74]が開発し、制作されたファミコン互換機用カセット[注 75]『あつしの名探偵』[17]を全国10店のゲームショップ・リサイクルショップに1本ずつの10本限定でラベルにスタジオ出演者から1名ずつの名前を入れた形で中古カセットに偽装して販売し、購入したプレイヤーがゲームクリア後に表示されるQRコードを用いて番組公式サイトにアクセスしフォームに記入・送付するとクリアが確認される仕組みとし、年末生放送までの間のクリア成功の人数を予想する。また最速クリア者には賞金10万円を贈るとしていた。
放送中よりニンテンドーeショップでNintendo Switch版のダウンロード販売が実際に開始され、翌朝の2023年12月31日にはコレクターズ・エディション（2024年1月11日発売）がビックカメラ有楽町店で先行発売された[17]。
生放送の時点では一般からのクリア報告がなかったため[注 76]、「0人」と予想した亮チームが100万円を獲得した（2年連続2回目）。
- 2023年あるある
  - 布袋寅泰「スリル」にのせて「最後の弟子だと名乗るやつ現れがち」と予想、そういった事実は無かった。

### 2024年（出題内容）
- インスタ桃鉄（桃太郎電鉄とのコラボ企画。番組インスタに登場した目的地に行って一番初めに着いたチームに30P、残り3チームには課題をこなしてもらい一番遅いチームには貧乏神が取り付いて－10P）
- 桃栗三年柿八年チャンス
  - 2019年に亮の自宅の庭に柿の種を植え、それが成長した木から収穫できた柿の実の数×5Pが亮チームに加算される。なお植えた年は栗（×1P）・桃（×2P）の中から選択するシーンがあったが、前述の闇営業問題によりお蔵入りになっており、ここで初めて企画説明のシーンの映像がオンエアされた。2024年は10個収穫できたため、亮チームには50点獲得。
- 100万円チャンスクイズ：ペヤングチャンス
  - まるか食品全面協力の下、各チーム[注 77]がプロデュースしたペヤングの新味を考え、番組や出演者プロデュースであることを隠したうえで実際に販売し、ペヤングの発売からしばらくの売り上げを競う。優勝チームがこの対決にも勝利していたら賞金獲得となる。
  - 亮チームは「ガーリックMAX」、ケンコバチームは「そばめし風」、今が旬チームは「サムギョプサル風」、有吉チームは「ミステリー[注 78]」を考案。結果、優勝チームは有吉チームだったものの、ミステリーは売上2位だったため賞金獲得はならず。売上1位は亮チームのガーリックMAX。
- 2024年あるある
  - 布袋寅泰「POISON」にのせて「盗まれてた絵画が無事戻ってきがち」と予想、1979年に盗まれたエラスムス・クエリヌス2世の「ルーベンスとヴァン・ダイクの二重肖像画」が戻ってきたため的中[18]。

## ネット局
- ネット状況について
  - ○…同時ネット
  - ×…非ネット

| 放送対象地域   | 放送局                      | 系列    | 2013年 | 2014年 | 2015年 | 2016年 | 2017年 | 2018年 | 2019年 | 2020年 | 2021年 | 2022年 | 2023年 | 2024年 |
| -------------- | --------------------------- | ------- | ------ | ------ | ------ | ------ | ------ | ------ | ------ | ------ | ------ | ------ | ------ | ------ |
| 関東広域圏     | TBSテレビ（TBS） 【制作局】 | TBS系列 | ○      | ○      | ○      | ○      | ○      | ○      | ○      | ○      | ○      | ○      | ○      | ○      |
| 北海道         | 北海道放送（HBC）           | TBS系列 | ○      | ○      | ○      | ○      | ○      | ○      | ○      | ○      | ○      | ○      | ○      | ○      |
| 岩手県         | IBC岩手放送（IBC）          | TBS系列 | ×      | ×      | ×      | ×      | ×      | ×      | ○      | ○      | ○      | ○      | ○      | ○      |
| 宮城県         | 東北放送（tbc）             | TBS系列 | ×      | ×      | ○      | ○      | ○      | ○      | ○      | ○      | ○      | ○      | ○      | ○      |
| 山形県         | テレビユー山形（TUY）       | TBS系列 | ○      | ○      | ○      | ○      | ○      | ○      | ○      | ○      | ○      | ○      | ○      | ○      |
| 福島県         | テレビユー福島（TUF）       | TBS系列 | ×      | ×      | ○      | ○      | ○      | ○      | ○      | ○      | ○      | ○      | ○      | ○      |
| 山梨県         | テレビ山梨（UTY）           | TBS系列 | ×      | ×      | ×      | ×      | ×      | ×      | ×      | ×      | ○      | ○      | ○      | ○      |
| 新潟県         | 新潟放送（BSN）             | TBS系列 | ×      | ×      | ×      | ×      | ×      | ×      | ×      | ×      | ×      | ×      | ○      | ○      |
| 長野県         | 信越放送（SBC）             | TBS系列 | ○      | ○      | ○      | ○      | ○      | ○      | ○      | ○      | ○      | ○      | ○      | ○      |
| 静岡県         | 静岡放送（SBS）             | TBS系列 | ○      | ○      | ×      | ○      | ○      | ○      | ○      | ○      | ○      | ○      | ○      | ○      |
| 富山県         | チューリップテレビ（TUT）   | TBS系列 | ×      | ×      | ×      | ×      | ×      | ×      | ×      | ×      | ×      | ×      | ○      | ○      |
| 石川県         | 北陸放送（MRO）             | TBS系列 | ×      | ○      | ○      | ○      | ○      | ○      | ○      | ○      | ○      | ○      | ○      | ○      |
| 中京広域圏     | CBCテレビ（CBC）            | TBS系列 | ○      | ○      | ○      | ○      | ○      | ○      | ○      | ○      | ○      | ○      | ○      | ○      |
| 近畿広域圏     | 毎日放送（MBS）             | TBS系列 | ×      | ×      | ×      | ×      | ×      | ×      | ○      | ○      | ○      | ○      | ○      | ○      |
| 鳥取県・島根県 | 山陰放送（BSS）             | TBS系列 | ×      | ×      | ×      | ×      | ×      | ×      | ×      | ○      | ○      | ○      | ○      | ○      |
| 岡山県・香川県 | RSK山陽放送（RSK）          | TBS系列 | ○      | ○      | ○      | ○      | ○      | ○      | ○      | ○      | ○      | ○      | ○      | ○      |
| 広島県         | 中国放送（RCC）             | TBS系列 | ×      | ×      | ×      | ×      | ○      | ○      | ○      | ○      | ○      | ○      | ○      | ○      |
| 山口県         | テレビ山口（tys）           | TBS系列 | ×      | ×      | ×      | ×      | ×      | ×      | ○      | ×      | ○      | ○      | ○      | ○      |
| 愛媛県         | あいテレビ（itv）           | TBS系列 | ×      | ×      | ×      | ×      | ×      | ×      | ○      | ○      | ○      | ○      | ○      | ○      |
| 高知県         | テレビ高知（KUTV）          | TBS系列 | ×      | ×      | ×      | ×      | ×      | ×      | ×      | ×      | ×      | ×      | ○      | ○      |
| 福岡県         | RKB毎日放送（rkb）          | TBS系列 | ○      | ○      | ○      | ○      | ○      | ○      | ○      | ○      | ○      | ○      | ○      | ○      |
| 長崎県         | 長崎放送（NBC）             | TBS系列 | ×      | ×      | ×      | ×      | ×      | ×      | ×      | ×      | ×      | ○      | ○      | ○      |
| 熊本県         | 熊本放送（RKK）             | TBS系列 | ×      | ×      | ×      | ×      | ×      | ×      | ×      | ○      | ○      | ○      | ○      | ○      |
| 大分県         | 大分放送（OBS）             | TBS系列 | ×      | ×      | ×      | ×      | ×      | ×      | ○      | ×      | ×      | ×      | ×      | ○      |
| 宮崎県         | 宮崎放送（mrt）             | TBS系列 | ×      | ×      | ○      | ○      | ○      | ○      | ○      | ○      | ○      | ○      | ○      | ○      |
| 鹿児島県       | 南日本放送（MBC）           | TBS系列 | ×      | ×      | ×      | ×      | ×      | ×      | ×      | ×      | ×      | ×      | ○      | ○      |
| 沖縄県         | 琉球放送（RBC）             | TBS系列 | ×      | ×      | ×      | ×      | ×      | ×      | ×      | ×      | ×      | ×      | ○      | ○      |

- 2024年12月現在、青森テレビ（ATV）では放送実績がないが、2020年からは動画配信サービスのTBS FREE（TBSテレビ直営）、TVer（在京民放キー局5社共同運営）、U-NEXT[注 82]での見逃し配信を開始したため、本番組非ネット局並びにTBS系列が無い地域でも期間限定で本番組を視聴できるようになっている[19][20][21][22]。

## スタッフ
2024年
- ナレーション：銀河万丈
- 構成：興津豪乃、矢野了平（矢野→第5回 - ）、田中淳也、大西右人（大西→第3回 - ）／渡辺真也
- TM：亀山壮一郎（第12回 - ）
- TP(第12回 - )：持田真吾（第12回 - ）
- TD：廣岡達之（第3 - 8回までCAM）
- CAM：高村勇樹（第10回 - ）
- VE：杉崎彩瑛（第10回 - ）
- 音声：伊藤璃子（第12回 - ）
- 照明：渋谷康治
- スタジオCG：工藤理恵（第10・12回、第6 - 8回まで美術CG、第9回では得点CG）
- 美術プロデューサー：大沼陽（第10回 - ）
- 美術デザイン：松沢光祐（第11回 - ）
- 美術ディレクター：岩井愛（第10回 - 、第2 - 9回まで美術制作）、髙山彩佳（第11回 - ）
- 装置：正代俊明、坂本進（坂本→第10・12回）
- 操作：権田博之（第5回 - 、第4回では装置）
- メカシステム：庄子泰広（一時離脱→復帰）
- 電飾：金井梨奈（第10回 - ）
- 装飾：深山健太郎（第8回 - ）
- 植木装飾：藤田国康（第5回 - ）
- アクリル装飾：森美男（第12回 - ）
- ヘアメイク：馬場景子（第10回 - ）
- CG：ODDJOB、榛葉大介（PDB、第8回 - ）
- 音響効果：石川良則
- 編集：関美幸
- MA：市川徹
- TK：伊藤佳加
- デスク：松崎由美
- 編成：髙田脩（第11回 - ）
- 宣伝：小山陽介（第2回 - ）
- AP：新貝元章、高見良（高見→第8回 - ）／佐藤恵里、永田千智（佐藤・永田→共に第11回 - ）
- ディレクター：水口健司（シオプロ）、佐々木卓也、久野元嗣、木村琢人／吉地淳悟、吉川司
- プロデューサー：田邊哲平、志賀大士（共に第10回 - 、志賀→第10回のみ担当プロデューサー）
- 企画／演出／プロデューサー：藤井健太郎（第6回まで企画・演出・プロデューサー、第7回のみ総合演出、第8回のみ演出）
- 制作：TBSテレビコンテンツ制作局バラエティ制作
- 製作著作：TBS

### 過去のスタッフ
- 声の出演：塩山由佳、岡本寛志（塩山・岡本→共に第4回 - ）、矢野ともゆき。（NOモーション。、第8回）、山口奈々、松島みのり、寺瀬今日子、メルヘン須長、NOモーション。（山口・松島→共に第4 - 9回、寺瀬→第11回、NO→第4 - 9、11回、メルヘン→第5、9、11回、寺瀬〜NO→一時離脱→復帰）
- 構成：木野聡、梅田道人（梅田→第1 - 4回）
- TM：金澤健一（第1回）、山下直（第2回）、小澤義春（第4 - 6回）、荒木健一（第6 - 8回）、森和哉（第8 - 11回）
- PM(第10 - 11回)：公文大輔（第10 - 11回）
- TD：金澤健一（第2回）、依田純（第2回ではCAM）、丹野至之（丹野→第3回ではTM）、坂口司（坂口→第1、2、6、7回、第3、4回ではCAM）、荒井隆之（荒井→第2、5回ではCAM）
- CAM：中島文章（第1回）、中野真悟（中野→第7回）、高橋昴太郎（高橋→第9回）
- VE：佐藤公幸、宮本民雄（宮本→第3回）、鈴木昭平（鈴木→第4回）、菅沼智博（菅沼→第3・4回）、青木孝憲（青木→一時離脱→復帰）、對間敏文（對間→第7回）、藤本剛（藤本→第5 - 7回）、生田史織、深澤愛梨（生田・深澤→共に第8回）、宇都宮勝（宇都宮→第9回）
- 音声：田村真紀（第1回）、鈴木誠司（第2回）、渡邉学（第2 - 4回）、小岩英樹（第5 - 9回）、山羽稔（第10・11回）
- 照明：鈴木英敬（一時離脱→復帰）
- 得点CG：八木真一郎（第9回、第5回ではCG美術、第8回ではCGプロデューサー）
- スタジオCG：岩屋朝仁（第10・11回、以前は第4 - 8回まで美術CG、第3回のみCG、第9回では得点CG）
- ロケ技術：スウィッシュ・ジャパン
- 中継TD：中元敏明（第2回）
- 中継MIX：石島順一（第2回）
- 中継照明：佐藤友泰（第2回）
- ロケ車両：COM
- 美術プロデューサー：齋藤傑、太田卓志（太田→第5 - 10話）
- デザイン→美術デザイン：谷佳奈恵（第5 - 7回）、西出衣織（西出→第8、9回ではデザイン）、矢澤尚弥（第10・11回）
- 美術制作：半田裕記
- 装置：松村美穂
- 電飾：清水久敏、大平絵梨子、芹沢茂明（芹沢→第3 - 10回）
- 装飾：佐野沙織（第7、10回）
- 植木装飾：菊地起矢（第3・4回）
- メカシステム：濱口利行
- アクリル装飾：青木剛（第3 - 11回）
- メイク→ヘアメイク：根本真奈美、大岩乃里子（大岩→第1回）、川喜田祥子（川喜田→第2回）、藤田三奈（藤田→第6回）、城所とも美（第3 - 7回）、西村紘美（第8、9回）
- スタイリスト：富田麻美
- 音響効果：丹羽さやか（第2回）、杉本栄輔（第3回）、古賀香澄（第8回）、大堀裕一（大堀→第9回）
- 編成：時松隆吉、高橋智大（高橋→第4 - 6回）、加藤丈博（第7回）、青木伸介（第8・9回）、野村和矢（第10・11回）、広瀬泰斗（第11回）
- 宣伝：河野裕之（第1回）
- 制作進行：大野道子（第9回）
- AP：中野加奈子、木島乙姫（木島→第4回）、竹井晶子、小林聡美（小林→第1、3 - 8回）、池澤由桂、梅津菜々穂（池澤・梅津→第6 - 8回）、宮里良子（第5・6・9回 - 、一時離脱→復帰）／大城未希（大城→第9回）
- ディレクター：高柳健人、三枝浩史、田中良憲、小林悦子、田村裕之（田村→一時離脱→復帰）、大井田僚太、町田有史、角田瞬、加藤雄一朗
- MP：西川永哲、中川通成（中川→第4回）、渡辺英樹（渡辺→第3、5 - 7回）
- プロデューサー：福田健太郎（第7、8回、第3回では編成）、井上整（井上→第9回）
- 協力(第11回)：Happymeal、Phoenixx（共に第11回）